# Đại học Quốc gia Hà Nội
Đại học Quốc gia Hà Nội (tiếng Anh: Vietnam National University, Hanoi, VNU), mã đại học QH, là một trong hai hệ thống đại học quốc gia của Việt Nam, có trụ sở tại Hà Nội. Tiền thân là Viện Đại học Đông Dương thành lập năm 1906 và được được sắp xếp và tổ chức lại năm 1993. Đây được xem là một trong những cơ sở giáo dục đại học hàng đầu Việt Nam, nhiều năm liền giữ vị trí top 1 trong Bảng xếp hạng Đại học Việt Nam VNUR và được xếp trong top 1000 đại học tốt nhất thế giới.
Đại học Quốc gia Hà Nội được Đảng và Nhà nước Việt Nam xác định giữ vai trò đầu tàu trong phát triển nền giáo dục Việt Nam, đồng thời là trung tâm trọng điểm phát hiện và bồi dưỡng nhân tài cho đất nước. Đơn vị cũng là nơi khởi nguồn của loại hình giáo dục phổ thông chuyên đầu tiên của Việt Nam.
Đại học Quốc gia Hà Nội được quyền sử dụng con dấu hình Quốc huy Việt Nam, là đơn vị dự toán cấp I và được Thủ tướng Chính phủ giao trực tiếp dự toán ngân sách. Ngoài ra đơn vị này cũng là đại học miền Bắc duy nhất được Bộ Giáo dục và Đào tạo cấp phép thực hiện kiểm định chất lượng giáo dục đại học và cao đẳng sư phạm trên phạm vi toàn quốc. Đồng thời, là đại học đầu tiên tại Việt Nam được trao tặng Huân chương Sao Vàng - huân chương cao quý nhất của Nhà nước Cộng hòa xã hội chủ nghĩa Việt Nam.

## Lịch sử

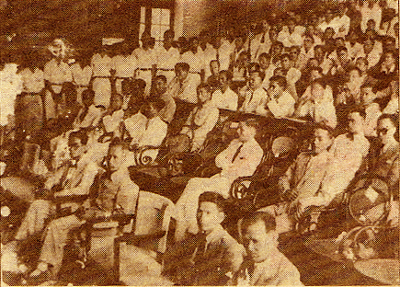
Lễ khai giảng ngày 15 tháng 11 năm 1945

Tiền thân của Đại học Quốc gia Hà Nội là Viện Đại học Đông Dương, được thành lập năm 1906. Hiện nay, một trong những trụ sở chính của Đại học Quốc gia Hà Nội tọa lạc tại số 19 Lê Thánh Tông, Hà Nội, chính là trụ sở cũ của Viện Đại học Đông Dương.

### Giai đoạn 1906 – 1945
Ngày 16 tháng 5 năm 1906, Toàn quyền Đông Dương Paul Beau ký Nghị định số 1514a thành lập Viện Đại học Đông Dương (Université Indochinoise). Theo nghị định, đây là một tổ chức đào tạo bậc đại học dành cho sinh viên ở Đông Dương và các nước lân cận, gồm 5 trường thành viên: Trường Luật và Hành chính, Trường Khoa học, Trường Y khoa, Trường Xây dựng dân dụng và Trường Văn khoa.
Việc thành lập Viện là kết quả của một quá trình chuẩn bị từ năm 1904 với việc cải cách giáo dục phổ thông, thành lập Tổng Nha Học chính Đông Dương (14 tháng 11 năm 1905) và Hội đồng Phát triển giáo dục bản xứ Đông Dương (8 tháng 3 năm 1906). Năm học đầu tiên khai giảng vào cuối tháng 11 năm 1907 với 193 sinh viên, trong đó có 94 sinh viên chính thức.
Sau một năm hoạt động, Viện gặp khó khăn do sức ép từ phái thực dân bảo thủ, phải tạm ngừng hoạt động như một hệ thống thống nhất; tuy nhiên, các trường thành viên như Trường Y khoa, Trường Luật và Pháp chính, Trường Công chính… vẫn duy trì đào tạo. Không có quyết định chính thức nào giải thể Viện trong giai đoạn này. Sau Chiến tranh thế giới thứ nhất, Toàn quyền Albert Sarraut tái khẳng định mô hình Viện Đại học Đông Dương, đồng thời mở thêm nhiều trường cao đẳng mới. Khác với mô hình đại học ở Pháp thời bấy giờ, dưới cấp trường đại học không phải là các khoa (faculté) mà là các trường chuyên ngành (école supérieure).
Về tổ chức, khi mới thành lập, Viện do Hội đồng Quản trị điều hành, đứng đầu là Tổng Giám đốc Nha Học chính. Từ ngày 8 tháng 5 năm 1907, cơ quan này được thay thế bằng Hội đồng Phát triển Trường Đại học, vẫn do Tổng Giám đốc Nha Học chính chủ tọa. Trong giai đoạn 1923–1938, cơ cấu tổ chức tiếp tục được điều chỉnh, bao gồm việc thành lập Hội đồng kỷ luật (21 tháng 2 năm 1936), Văn phòng Đại học Đông Dương (1938) và Hội đồng Quản trị Đại học Đông Dương (9 tháng 9 năm 1938) với quyền tự chủ lớn hơn, nhưng vẫn trực thuộc Nha Học chính. Ngân sách hoạt động được cấp từ ngân sách Liên bang Đông Dương cho toàn bộ các trường thành viên.
Đến trước Cách mạng tháng Tám năm 1945, Viện Đại học Đông Dương hoạt động như một thiết chế giáo dục bậc cao của chính quyền thuộc địa, trải qua nhiều thay đổi về quy mô và tổ chức nhưng vẫn duy trì vai trò là trung tâm đào tạo đại học lớn nhất ở Đông Dương thời kỳ này.

### Giai đoạn 1945 – 1955
Sau Cách mạng tháng Tám năm 1945, Chính phủ Việt Nam Dân chủ Cộng hòa chủ trương khôi phục hoạt động của cơ sở giáo dục đại học vốn tồn tại từ thời thuộc địa. Trong các phiên họp ngày 22/9, 4/10, 8/10 và 8/11 năm 1945 Hội đồng Chính phủ đã thảo luận kỹ chủ trương, kế hoạch mở cửa trở lại các trường đại học cũ đồng thời thành lập thêm các trường đại học mới. Trong đó, biên bản phiên họp ngày 4 tháng 10 năm 1945 của Hội đồng Chính phủ ghi rõ: “Cụ Hồ nói: nên thông cáo rằng chính Chính phủ sắp mở cửa lại Trường Đại học” Sau đó Hội đồng Chính phủ đã quyết nghị: "đến 15-11-1945, Trường Đại học sẽ mở cửa”. Điều này cho thấy, trong nhận thức và chỉ đạo của Chủ tịch Hồ Chí Minh cùng Hội đồng Chính phủ, đây không phải là việc thành lập một trường mới, mà là mở cửa lại Trường Đại học Đông Dương trên cơ sở thay đổi nội dung một số ngành học, vẫn bảo lưu cái cơ cấu đa ngành của Đại học Đông Dương vốn có cho đến lúc đó.
Trong phiên họp ngày 4 tháng 10 năm 1945, Hội đồng Chính phủ đã nghe Bộ trưởng Bộ Quốc gia Giáo dục Vũ Đình Hòe báo cáo kế hoạch khai giảng các trường đại học với các ban: Y học, Bào chế (Dược khoa), Nha khoa, Mỹ thuật, Công chính và Khoa học. Luật sư Vũ Trọng Khánh - Bộ trưởng Bộ Tư pháp đề nghị thành lập thêm Trường Đại học Văn chương. Hội đồng Chính phủ quyết nghị cần mở đủ các ngành khoa học tại Hà Nội, đồng thời tán thành việc thành lập Trường Đại học Văn chương và dự kiến xem xét mở Trường Chính trị - Xã hội.
Đến ngày 8-10-1945 thực hiện quyết nghị của Hội đồng Chính phủ, Bộ trưởng Vũ Đình Hoè đã ký nghị định, công bố bắt đầu từ ngày 15-11-1945 sẽ khai giảng Đại học Quốc gia Việt Nam gồm các trường đại học Y Khoa, Dược Khoa, Nha Khoa Đại học, Khoa học, Mỹ thuật, các trường Cao đẳng Công chính, Canh nông và trường Thú y để đón sinh viên trở lại trường học tập. Tiến sĩ Nguyễn Văn Huyên cũng được bổ nhiệm làm Giám đốc Đại học Quốc gia Việt Nam, kiêm Giám đốc Viện Viễn Đông Bác cổ.
Trong hệ thống đại học của thực dân Pháp lúc bấy giờ không lập Trường Đại học Văn khoa, nhận thấy việc đào tạo giáo sư văn khoa là rất cần thiết, vậy nên Chủ tịch Hồ Chí Minh, ngày 1010/1945 đã ký Sắc lệnh số 45/SL thành lập bổ sung Ban Đại học Văn khoa mà ngày nay trường Đại học Khoa học Xã hội và Nhân văn thuộc ĐHQGHN đang kế nhiệm. Tuy nhiên, Nghị định của Bộ trưởng Bộ Quốc gia Giáo dục ký ngày 03 tháng 11 năm 1945 tiếp nối Sắc lệnh số 45/SL đã thay đổi danh xưng và xác định lại tên đơn vị là Trường Đại học Văn khoa.  Chủ trương này thể hiện rõ qua bài diễn văn của TS. Nguyễn Văn Huyên tại lễ khai giảng, cũng như trong việc thành lập các ban học mới phù hợp với bối cảnh cách mạng.  Ban Văn khoa có nhiệm vụ chính là đào tạo giáo viên trung học văn khoa, đồng thời đào tạo cán bộ nghiên cứu trong các ngành khoa học xã hội nhân văn như Triết học, Văn chương, Sử ký, Địa dư. Đây được xem là tiền thân quan trọng của Trường Đại học Sư phạm Hà Nội và Trường Đại học Khoa học Xã hội và Nhân văn, Đại học Quốc gia Hà Nội ngày nay. 
Sau một thời gian chuẩn bị,Trường Đại học Quốc gia Việt Nam được thành lập, khai giảng khoá đầu tiên vào ngày 15 tháng 11 năm 1945 dưới sự chủ tọa của Chủ tịch Hồ Chí Minh tại toà nhà chính của Đại học Đông Dương (nay là nhà số 19 phố Lê Thánh Tông, Hà Nội). Đây là trường đại học đa ngành, đa lĩnh vực đầu tiên được thành lập dưới chính thể Việt Nam Dân chủ Cộng hoà. Tại buổi lễ, Hồ Chủ tịch đã trao bằng tốt nghiệp cho các sinh viên Trường Y Dược - những người hoàn tất chương trình bị gián đoạn bởi sự kiện đảo chính Nhật - Pháp tháng 3 năm 1945. Mô hình tổ chức của Trường Đại học Quốc gia Việt Nam (ĐHQGVN) lúc này tiếp nối trực tiếp mô hình của ĐH Đông Dương, với năm ban: Y khoa, Khoa học, Văn khoa, Chính trị - Xã hội và Mỹ thuật. Trường đặt dưới sự chỉ đạo của Nha Đại học vụ và sự quản lý trực tiếp của Hội đồng quản trị, đều do Tiến sĩ Nguyễn Văn Huyên giữ cương vị Giám đốc Bên cạnh việc kế thừa mô hình tổ chức và đội ngũ từ ĐH Đông Dương, Đại học Quốc gia Việt Nam còn phát triển theo định hướng Dựa trên ba nguyên tắc Dân tộc, Khoa học, Đại chúng.
Tính kế thừa được thể hiện ngay trong buổi lễ khai giảng năm học mới, Đại học Quốc gia Việt Nam đã công nhận kết quả đào tạo của Trường Cao đẳng Y khoa thời kỳ trước cách mạng. Những sinh viên đã hoàn thành kỳ thi tốt nghiệp đều được cấp bằng tốt nghiệp của chế độ mới. MôMô hình đại học đa ngành, đa lĩnh vực vốn được hình thành từ thời Đại học Đông Dương tiếp tục được kế thừa và phát triển. Toàn bộ cơ sở vật chất của trường cũ, bao gồm tòa nhà số 19 Lê Thánh Tông, hệ thống phòng thí nghiệm, thư viện và khu học xá, vẫn được duy trì và đưa vào sử dụng. Đội ngũ trí thức và viên chức người Việt từng công tác tại Đại học Đông Dương cũng tiếp tục tham gia giảng dạy và quản lý tại Đại học Quốc gia Việt Nam.
Trước bối cảnh tình hình chính trị căng thẳng, bước chân xâm lăng của từ thực dân Pháp gần tới, ngày 18 tháng 2 năm 1946, các ban thuộc Đại học Quốc gia Việt Nam đã tạm đình giảng tạo điều kiện để giảng viên và sinh viên tham gia vào các hoạt động phục vụ kháng chiến. Đêm 19-12-1946, cuộc kháng chiến toàn quốc bùng nổ. Theo lời hiệu triệu của Chủ tịch Hồ Chí Minh, cán bộ và sinh viên, các trường thành viên của Đại học Quốc gia Việt Nam tích cực thực hiện mệnh lệnh của Chính phủ, khẩn trương di chuyển ra các vùng tự do, đặc biệt là chiến khu Việt Bắc. Trong hoàn cảnh chiến tranh khắc nghiệt, nhiều trường đại học tạm thời thu hẹp quy mô hoặc tạm ngừng đào tạo. Tuy nhiên, Chính phủ và Bộ Quốc gia Giáo dục vẫn duy trì và phát triển hệ thống giáo dục đại học phù hợp với điều kiện chiến tranh. Bộ Quốc gia giáo dục chủ trương mở một số lớp toán đại cương ở Nghệ An và Việt Bắc. Tại huyện Nam Đàn, tỉnh Nghệ An, chỉ ba tháng sau ngày Toàn quốc kháng chiến, lớp Toán đại cương đầu tiên của năm học 1947 - 1948 đã được khai giảng. Sinh viên lớp đầu tiên là giáo viên các trường phổ thông. Các lớp tiếp theo là học sinh tốt nghiệp chuyên khoa. Người đứng ra tổ chức và giảng dạy những lớp Toán đại cương này là giáo sư Nguyễn Thúc Hào, Giám đốc trường Đại học Khoa học. 
Trong niên khoá 1948- 1949 một Ban Sư phạm Đại học cũng được mở để đào tạo giáo viên Trung học chuyên khoa văn học và khoa học. Sinh viên ghi tên vào học đều là giáo viên dạy học ở bậc Trung học phổ thông, vừa học vừa phải tiếp tục công việc giảng dạy. Giảng dạy tại Ban Sư phạm Đại học đều là các trí thức nổi tiếng, một số người vừa ở Pháp về tham gia kháng chiến, số còn lại chủ yếu là giáo sư của Đại học Quốc gia Việt Nam. Đến năm 1951 Chính phủ chủ trương mở trường Khoa học cơ bản, những sinh viên đã từng theo học lớp Toán đại cương trước đây đều được triệu tập về đề tiếp tục học.
Năm 1951 Bộ Quốc gia Giáo dục ra các Nghị định số 234, 276 và 277 quy định tổ chức lại hệ thống đào tạo đại học, thành lập trên đất Trung Quốc một trung tâm đào tạo mang tên Khu học xá Trung ương: Trường Khoa học cơ bản, Trường Sư phạm cao cấp, và Trường Sư phạm trung cấp Trung ương. Trong đó, trường Đại học Khoa học cơ bản (hay Trường Khoa học cơ bản) chuyến từ Việt Bắc sang gồm 2 ban Toán - Lý và Lý - Hoá do giáo sư Lê Văn Thiêm làm hiệu trưởng. Chương trình về cơ bản giống như Đại học Khoa học của Đại học Đông Dương trước đây; Trường Sư phạm cao cấp đào tạo giáo viên phổ thông trung học về khoa học tự nhiên, gồm 3 ban: Toán - Lý, Lý - Hoá và Hoá - Sinh do giáo sư Nguy Như Kon Tum làm hiệu trưởng. Trường Sư phạm trung cấp gồm các ngành Khoa học tự nhiên do giáo sư Lê Văn Thiêm kiêm làm hiệu trưởng và Khoa học xã hội do giáo sư Hoàng Như Mai làm hiệu trưởng và Trường Sư phạm sơ cấp đào tạo giáo viên dạy tiểu học.
Cùng với chiến khu Việt Bắc, vùng tự do Thanh - Nghệ - Tĩnh có vị trí chiến lược vô cùng quan trọng. Tại đây, năm 1951 Bộ Quốc gia Giáo dục quyết định mở Trường Dự bị Đại học ở Liên khu IV (đặt tại Thanh Hoá). Trường có một ban lãnh đạo do giáo sư Đặng Thai Mai và giáo sư Trần Văn Giàu phụ trách chia làm hai Ban Khoa học xã hội và Ban Khoa học tự nhiên nhằm chuẩn bị nguồn nhân lực phục vụ kháng chiến.

### Giai đoạn 1956 – 1993
Trường Đại học Tổng hợp Hà Nội
Năm 1954, sau Hiệp định Genève, miền Bắc được hoàn toàn giải phóng. Nhiệm vụ đầu tiên của ngành đại học là tiếp quản các trường đại học, cao đẳng ở Hà Nội. Đoàn cán bộ tiếp quản do giáo sư Hồ Đắc Di dẫn đấu đã tiến hành nhanh gọn công việc này. Cùng trong thời gian đó các trường đại học ở chiến khu và vùng tự do (Trường Đại học Y Dược Việt Bắc, các trường Dự bị đại học và Sư phạm cao cấp ở khu IV cũ, các trường Khoa học cơ bản, Sư phạm cao cấp ở khu học xá Trung ương) cũng lần lượt được di chuyển về Thủ đô.
Thực hiện chủ trương củng cố các trường đại học, Bộ Giáo dục đã cho sắp xếp lại 6 đơn vị đào tạo, theo đó trường Đại học Sư phạm Văn khoa và Đại học Văn khoa hợp nhất thành Đại học Sư phạm Văn khoa, Đại học Sư phạm Khoa học và Đại học Khoa học hợp thành Đại học Sư phạm Khoa học, Đại học Y-Dược khoa. Các lớp dự bị khoa học từ năm học 1955-1956 không tuyển sinh nữa. Như vậy, năm học 1955-1956 chỉ còn ba trường đại học là Đại học Y Dược, Đại học Sư phạm Văn khoa và Đại học Sư phạm Khoa học.
Ngày 4 tháng 6 năm 1956, Chính phủ ra Quyết định số 2183 thành lập Trường Đại học Tổng hợp Hà Nội trên cơ sở tổ chức lại từ các trường thành phần như Đại học Văn khoa, Đại học Khoa học, Đại học Khoa học Cơ bản và lớp Dự bị đại học tại Liên khu 4 đồng thời kế thừa toàn diện cơ sở vật chất, đội ngũ nhà khoa học, nội dung, phương thức đào tạo và truyền thống từ Đại học Quốc gia Việt Nam, khẳng định sự nối tiếp liên tục trong lịch sử giáo dục đại học lúc bấy giờ.Những nhà giáo, nhà khoa học gốc Đại học Văn khoa như Đặng Thai Mai, Đào Duy Anh, Trần Đức Thảo, Nguyễn Mạnh Tường đã góp phần xây dựng và phát triển Đại học Tổng hợp Hà Nội, tiếp tục đào tạo và nghiên cứu các ngành khoa học xã hội và nhân văn. Ngày 15 tháng 10 năm 1956, khoá học đầu tiên của trường Đại học Tổng hợp đã khai giảng tại giảng đường lớn. Giai đoạn này Trường đã vinh dự được tiếp đón nhiều nhà lãnh đạo và nguyên thủ quốc gia như các vị Chủ tịch Hồ Chí Minh, Chủ tịch K.E.Vorosilov (Liên Xô), Thủ tướng Chu Ân Lai (Trung Quốc), Tổng thống Sukarno (Inđônêxia), Prasat (Ân Độ)... đến thăm.
Giữa lúc cuộc chiến tranh của đế quốc Mỹ đang diễn ra vô cùng ác liệt, ngày 14-9-1965, Thủ tướng Phạm Văn Đồng đã ký quyết định thành lập lớp Toán Đặc biệt đặt tại Khoa Toán, trường Đại học Tổng hợp Hà Nội. Lớp có nhiệm vụ phát hiện, đào tạo, bồi dưỡng những học sinh có năng khiếu Toán học, tạo nguồn đào tạo những nhà khoa học tài năng cho đất nước. Đây là loại hình giáo dục phổ thông chuyên đầu tiên của nước ta. Năm 1974 Việt Nam quyết định cử một đội tuyến lấy học sinh phổ thông chuyên toán của trường Đại học Tổng hợp Hà Nội làm nòng cốt đi dự Olympic Toán quốc tế. Ngay lần dự thi đấu tiên, nhiều thành viên của đội tuyển đã đoạt giải, trong đó học sinh Khối chuyên Toán ĐHTH HN Hoàng Lê Minh đã đạt Giải nhất.
Tháng 4 năm 1972 Mỹ đưa máy bay B52 ném bom Hải Phòng, tiến hành cuộc chiến tranh phá hoại lần thứ hai. Một lần nữa, trường Đại học Tổng hợp Hà Nội lại khẩn trương tiến hành sơ tán. Đầu năm 1972, Hiệu bộ và các Khoa sơ tán về Phú Diễn, Ba Vì, Ứng Hoà, sau đó lại chuyển về Yên Phong (Bắc Giang) và Phủ Bình (Thái Nguyên).  Đầu năm 1973, sau khi Hiệp định Paris được ký kết, toàn trường tập trung về Hà Nội. Trong giai đoạn này, trường mở thêm 2 khoa mới trong đó có Khoa Kinh tế - Chính trị, chính là tiền thân Trường Đại học Kinh tế, Đại học Quốc gia Hà Nội ngày nay.
Ngay sau khi miền Nam hoàn toàn giải phóng, Đảng ủy và Ban Giám hiệu Trường Đại học Tổng hợp Hà Nội xác định nhiệm vụ song song là tiếp tục xây dựng trường trở thành trung tâm đào tạo và nghiên cứu khoa học cơ bản hàng đầu cả nước, đồng thời tham gia khôi phục, phát triển hệ thống đại học ở các tỉnh phía Nam. Đáp ứng yêu cầu này, nhà trường đã cử hơn 112 cán bộ tăng cường cho các trường đại học phía Nam, trong đó có 12 cán bộ lãnh đạo và 100 cán bộ giảng dạy vào giảng dạy, hướng dẫn sinh hoạt chính trị, hỗ trợ xây dựng chương trình và kế hoạch đào tạo. Ba cán bộ của Trường Đại học Tổng hợp Hà Nội được bổ nhiệm giữ chức hiệu trưởng tại Trường Đại học Tổng hợp Thành phố Hồ Chí Minh, Trường Đại học Tổng hợp Huế và Trường Đại học Đà Lạt; cùng với đó, nhiều cán bộ quản lý và giảng dạy khác cũng đảm nhiệm các vị trí chủ chốt trong hệ thống đại học phía Nam.
Trường Đại học Sư phạm Ngoại ngữ Hà Nội
Song song với giai đoạn này, năm 1947 một số lớp học ngoại ngữ đã được thành lập với các hình thức tổ chức khác nhau tại chiến khu Việt Bắc. Ba lớp dạy tiếng Trung Quốc, tiếng Nga và tiếng Anh đầu tiên đã khai giảng trong điều kiện hết sức khó khăn, thiếu thốn. Đây chính là cơ sở dạy ngoại ngữ đầu tiên của đất nước, đặt nền móng cho sự ra đời các trường ngoại ngữ về sau. Sau các lớp ngoại ngữ dầu tiên, tháng 3 năm 1952, tại Bản Giọt tỉnh Tuyên Quang, trường Ngoại ngữ được thành lập do Thứ trưởng Bộ Quốc gia Giáo dục Nguyễn Khánh Toàn trực tiếp làm Hiệu trưởng. Một thời gian sau, trường chuyển về Văn Lãng tỉnh Thái Nguyên. Công việc đào tạo triển khai chưa được bao lâu thì bị gián đoạn do tình hình chiến sự ác liệt. Cuối năm 1952, trường bị máy bay địch oanh tạc, 10 học viên bị thiệt mạng. Theo chủ trương của cấp trên, việc giảng dạy của Trường Ngoại ngữ tạm thời ngừng lại. Tuy lớp học chưa kết thúc, nhưng với kiến thức mới học được, nhiều học viên của Trường ngay sau đó đã được phân công vẽ làm việc tại các cơ quan Trung ương đặt tại chiến khu như Bộ Ngoại giao, Bộ Quốc phòng, Bộ Giáo dục. Cùng vào khoảng thời gian đó, ngày 6-9-1952, tại Khu học xá Trung ương (đóng trên đất Trung Quốc) khoá học tiếng Hoa cũng được tổ chức và khai giảng với hai hệ phiên dịch học trong một năm và sư phạm học trong hai năm. Sau khi miền Bắc được giải phóng, các cơ quan Trung ương bắt đầu trở về Hà Nội thì cán bộ, giáo viên cùng một số tài liệu của cơ sở đào tạo ngoại ngữ đặt tại Khu học xá Trung ương cũng chuyển dần về nước..
Từ đầu năm 1955, trước nhu cầu ngày càng cao về đào tạo ngoại ngữ phục vụ phát triển kinh tế - xã hội, đặc biệt là nhu cầu về những cán bộ có năng lực sử dụng tiếng Nga và tiếng Trung ngày càng lớn,    một vài Bộ, Ngành đã phải mở các lớp “cấp tốc" 6 tháng dạy tiếng Nga, Trung và tiếng Anh. Trước thực tế đó, Chính phủ đã quyết định thành lập một Trường đào tạo cán bộ ngoại ngữ có trình độ chuyên nghiệp tại khu Việt Nam học xá (phường Bách Khoa, Hà Nội) có tên Trường Ngoại ngữ còn gọi là Trường Ngoại ngữ Bạch Mai. Đồng thời sở đào tạo ngoại ngữ chuyển về từ Khu học xá Trung ương tại Nam Ninh, Trung Quốc lúc này cũng được sáp nhập, trở thành một bộ phận của Trường Ngoại ngữ. Đây chính trường đào tạo chính quy về ngoại ngữ được thành lập sớm nhất.
Năm 1958, Trường Ngoại ngữ Bạch Mai này được sáp nhập vào Trường Đại học Sư phạm Hà Nội và trở thành Khoa Ngoại ngữ, với 3 phân khoa ban đầu: Tiếng Nga, Tiếng Anh, Tiếng Trung, sau đó năm 1962 mở thêm phân khoa Tiếng Pháp. Tiếp theo đó, ngày 5-7-1962, Bộ trưởng Bộ Giáo dục đã ký Quyết định số 504/QĐ sáp nhập một cơ sở đào tạo ngoại ngữ khác là trường Trung cấp ngoại ngữ vào với Khoa Ngoại ngữ ĐHSP HN. Năm 1963, các phân khoa này được nâng cấp thành 4 khoa riêng biệt: Khoa Nga văn, Khoa Anh văn, Khoa Trung văn và Khoa Pháp văn, đánh dấu sự phát triển và mở rộng đào tạo ngoại ngữ trong hệ thống đại học.
Đến năm 1967, nhằm đáp ứng yêu cầu cấp bách về đào tạo giáo viên ngoại ngữ cho phổ thông và nâng cao vị thế ngoại ngữ trong nền giáo dục, Thủ tướng Phạm Văn Đồng đã trực tiếp chỉ thị và ký quyết định thành lập Trường Đại học Sư phạm Ngoại ngữ Hà Nội (ngày 14 tháng 8 năm 1967) trên cơ sở tách 4 khoa ngoại ngữ từ Trường Đại học Sư phạm Hà Nội. Trong thời kỳ chiến tranh và hậu chiến, Nhà trường vừa triển khai công tác đào tạo vừa tham gia các hoạt động sơ tán, xây dựng cơ sở vật chất, đồng thời phát triển đội ngũ giáo viên ngoại ngữ cho các trường phổ thông trên toàn miền Bắc. Về công tác đào tạo sau đại học, từ năm 1990, Khoa tiếng Nga Trường ĐHSPNN HN là cơ sở đầu tiên của ngành Ngoại ngữ trong cả nước được phép đào tạo bậc Tiến sĩ.

### Giai đoạn 1993 – nay.
Việc hình thành mô hình Đại học Quốc gia Hà Nội là kết quả của quá trình đổi mới quản lý giáo dục đại học bắt đầu từ những năm 1980. Ngày 12 tháng 7 năm 1983, Hội đồng Bộ trưởng ban hành Nghị quyết số 7 về công tác giáo dục, trong đó nhấn mạnh việc sắp xếp lại mạng lưới các trường đại học nhằm khắc phục tình trạng phân tán và nâng cao chất lượng đào tạo. Tuy nhiên, chủ trương này chỉ được thực hiện thực chất trong thập niên 1990 dưới sự chỉ đạo quyết liệt của Thủ tướng Võ Văn Kiệt.
Ngày 14 tháng 01 năm 1993, Hội nghị lần thứ tư Ban chấp hành Trung ương Đảng Cộng sản Việt Nam (Khóa VII) đã ra Nghị quyết, trong đó chỉ rõ nhiệm vụ “Xây dựng một số trường đại học trọng điểm quốc gia” để làm đầu tàu và nòng cột cho giáo dục đại học nước nhà. Đại học Quốc gia Hà Nội (ĐHQGHN) được triển khai theo mô hình mới với vai trò và sứ mệnh đó.
Trước khi thành lập ĐHQGHN, đã có một vài phương án được đề xuất nhằm tạo cơ cấu đa ngành, đa lĩnh vực cho ĐHQGHN, trong đó có ý tưởng sáp nhập gần chục trường đại học trọng điểm ở Hà Nội lúc bấy giờ như: Trường ĐH Tổng hợp Hà Nội, Trường ĐH Sư phạm Hà Nội, Trường ĐH Bách Khoa Hà Nội, Trường ĐH Y Hà Nội, Trường ĐH Kinh tế Quốc dân… nhưng sáp nhập các trường đại học là nhiệm vụ đặc biệt khó khăn. Cuối cùng, Chính phủ quyết định bắt đầu từ 3 trường đầu tiên là Trường ĐH Tổng hợp Hà Nội, Trường ĐH Sư phạm Hà Nội và Trường ĐH Sư phạm Ngoại ngữ Hà Nội.
Vì vậy, ngày 10 tháng 12 năm 1993, theo Nghị định số 97/CP của Chính phủ Việt Nam, Đại học Quốc gia Hà Nội (ĐHQGHN) được sắp xếp và tổ chức lại trên cơ sở sáp nhập ba trường đại học trọng điểm tại Hà Nội là: Trường Đại học Tổng hợp Hà Nội, Trường Đại học Sư phạm Hà Nội I và Trường Đại học Sư phạm Ngoại ngữ Hà Nội. Sự kiện này đã đánh dấu bước phát triển mới, nâng cao uy tín và vị thế của các trường thành viên nói chung và ngành ngoại ngữ nói riêng trong bối cảnh hội nhập quốc tế.
ĐHQGHN bắt đầu hoạt động theo Quy chế tổ chức và hoạt động do Thủ tướng Chính phủ ban hành theo Quyết định số 477/QĐ-TTg ngày 05 tháng 9 năm 1994. Theo Nghị định 97/CP, ĐHQGHN ban đầu gồm Trường Đại học Đại cương và bốn trường đại học chuyên ngành: Trường Đại học Khoa học Tự nhiên, Trường Đại học Khoa học Xã hội và Nhân văn, Trường Đại học Ngoại ngữ, Trường Đại học Sư phạm, Trường Đại học Đại cương và một số đơn vị khác.
Trên cơ sở chương trình đào tạo đại học đại cương do Bộ Giáo dục và Đào tạo xây dựng, trường Đại học Đại cương có nhiệm vụ đào tạo sinh viên trong thời gian 2 năm đầu, giúp sinh viên chuẩn bị kiến thức cơ sở để sau khi tốt nghiệp sinh viên theo học các chuyên ngành khác như y dược, kinh tài, sư phạm… theo nguyện vọng. Năm 1998, Chính phủ ban hành Nghị định về việc xóa bỏ Trường Đại học Đại cương.
Năm 1999, Trường Đại học Sư phạm lại tách khỏi Đại học Quốc gia Hà Nội thành Trường Đại học Sư phạm Hà Nội. Vào thời điểm này, Đại học Quốc gia Hà Nội mới có các ngành và lĩnh vực: toán và khoa học tự nhiên, công nghệ thông tin và điện tử viễn thông (Trường Đại học Khoa học Tự nhiên), khoa học xã hội và nhân văn, kinh tế, luật (Trường Đại học Khoa học Xã hội và Nhân văn) và ngoại ngữ (Trường Đại học Ngoại ngữ).
Đến năm 2000, sau hơn 5 năm hoạt động, việc tổ chức và phát triển Đại học Quốc gia Hà Nội (ĐHQGHN) đã bộc lộ nhiều khó khăn và hạn chế, để tiếp tục tạo điều kiện thuận lợi cho hai Đại học Quốc gia (ĐHQG), trong đó có ĐHQGHN phát triển. Ngày 29 tháng 8 năm 2000, Thường vụ Bộ Chính trị ban hành Thông báo số 315-TB/TW về chủ trương tổ chức lại hai Đại học Quốc gia (Hà Nội và Thành phố Hồ Chí Minh). Theo Thông báo, chủ trương xây dựng hai Đại học Quốc gia thành các trung tâm đào tạo, nghiên cứu khoa học và chuyển giao công nghệ đa ngành, đa lĩnh vực, chất lượng cao, ngang tầm khu vực và dần đạt trình độ quốc tế là hoàn toàn đúng đắn, phù hợp với yêu cầu phát triển của đất nước và xu hướng giáo dục đại học thế giới.
Về phương án tổ chức lại, Bộ Chính trị quyết định giữ nguyên cơ cấu Đại học Quốc gia Hà Nội với các trường đại học thành viên gồm: Đại học Khoa học Xã hội và Nhân văn, Đại học Khoa học Tự nhiên và Trường Đại học Ngoại ngữ, cùng các khoa, viện, trung tâm nghiên cứu trực thuộc. Trong quá trình phát triển, ĐHQGHN sẽ mở rộng thêm các trường đại học thành viên và các khoa, viện nghiên cứu mới, tập trung phát triển theo các hướng mũi nhọn về khoa học, công nghệ và các ngành kinh tế - xã hội.
Thông báo này đánh dấu bước điều chỉnh chiến lược phát triển ĐHQGHN nhằm củng cố mô hình đại học đa ngành đa lĩnh vực, đồng thời tạo cơ sở pháp lý và tổ chức để nâng cao chất lượng đào tạo và nghiên cứu, góp phần vào sự nghiệp phát triển kinh tế xã hội của đất nước.
Ngày 25 tháng 5 năm 2004, thành lập Trường Đại học Công nghệ trên cơ sở nâng cấp và phát triển Khoa Công nghệ và Trung tâm Hợp tác Đào tạo và Bồi dưỡng Cơ học trực thuộc Đại học Quốc gia Hà Nội.
Ngày 6 tháng 3 năm 2007, thành lập Trường Đại học Kinh tế trên cơ sở Khoa Kinh tế.  
Ngày 3 tháng 4 năm 2009, thành lập Trường Đại học Giáo dục trên cơ sở Khoa Sư phạm được thành lập từ 1999.
Ngày 9 tháng 9 năm 2016, thành lập Trường Đại học Việt - Nhật dựa trên ý tưởng của lãnh đạo cấp cao hai nước Việt Nam và Nhật Bản.
Ngày 27 tháng 10 năm 2020, thành lập Trường Đại học Y Dược trên cơ sở Khoa Y Dược. 
Ngày 1 tháng 12 năm 2021, thành lập Trường Quốc tế và Trường Quản trị và Kinh doanh trên cơ sở Khoa Quốc tế và Khoa Quản trị và Kinh doanh.
Ngày 23 tháng 9 năm 2022, thành lập Trường Đại học Luật trên cơ sở Khoa Luật.
Ngày 29 tháng 1 năm 2024 thành lập Trường Khoa học liên ngành và Nghệ thuật dựa trên cơ sở Khoa Các khoa học liên ngành.
Tính đến nay, ĐHQGHN đã có 9 trường đại học thành viên; 3 trường trực thuộc; 6 viện nghiên cứu khoa học thành viên, trực thuộc; 2 trung tâm đào tạo môn chung; 5 viện nghiên cứu khoa học thành viên, 2 viện nghiên cứu khoa học trực thuộc, 14 đơn vị dịch vụ và phục vụ trực thuộc; có 4 trường THPT thuộc các trường thành viên của ĐHQGHN; 1 trường THCS.

## Đóng góp trong thời chiến
Từ mùa thu năm 1964, sinh viên các trường đại học tại Hà Nội, trong đó có Đại học Tổng hợp Hà Nội (nay là Đại học Quốc gia Hà Nội), Đại học Y, cùng các trường Sư phạm, đã tham gia phong trào “Ba sẵn sàng” với các khẩu hiệu: Sẵn sàng chiến đấu và gia nhập lực lượng vũ trang; Sẵn sàng học tập và lao động xây dựng cuộc sống mới; Sẵn sàng đi tới nơi Tổ quốc cần đến. Với tinh thần “nước còn giặc còn đi đánh giặc, chiến trường giục giã bước hành quân,” nhiều sinh viên Thủ đô đã rời giảng đường, “xếp bút nghiên lên đường cầm súng,” góp sức vào lực lượng thanh niên cả nước tham chiến.
Trong giai đoạn 1965–1972, khoảng 30.000 học sinh, sinh viên và giảng viên từ hơn 30 trường đại học và trung học miền Bắc trực tiếp gia nhập các đơn vị quân đội. Riêng cao điểm từ 1970 đến 1972, hơn 10.000 sinh viên các trường đại học Hà Nội lên đường nhập ngũ. Lực lượng đông đảo nhất tập trung tại các trường Đại học Tổng hợp, Bách khoa, Nông nghiệp, Xây dựng, Kinh tế Kế hoạch (nay là Đại học Kinh tế Quốc dân), Sư phạm, Mỏ-Địa chất và Y Dược.
Ngày 6/9/1971, lễ xuất quân lớn nhất diễn ra ngay tại sân nhiều trường đại học với bạn bè, thầy cô đưa tiễn. Ba ngàn sinh viên Hà Nội xuất quân cùng bạn bè đứng dưới sân trường Đại học Tổng hợp trong lễ ra quân. Toàn bộ sinh viên nhập ngũ được đưa đi huấn luyện về chiến thuật, chiến lược, kỹ thuật sử dụng vũ khí và tác chiến. Kết thúc đợt huấn luyện ngắn, các sinh viên được sắp xếp tham gia vào lực lượng bộ đội chủ lực hoặc binh chủng phù hợp, như sinh viên Tổng hợp vào bộ binh… Đa số họ được biên chế vào các binh chủng kỹ thuật, một số khác về các sư đoàn bộ binh trực tiếp tham gia chiến đấu ở khắp các chiến trường ác liệt như: Đường 9 – Khe Sanh, An Lộc, 12 ngày đêm Điện Biên Phủ trên không, Buôn Mê Thuột, Huế, Đà Nẵng, Sài Gòn, chiến trường biên giới Tây Nam, Campuchia, chiến trường biên giới phía Bắc, chiến dịch 81 ngày đêm bảo vệ thành cổ Quảng Trị năm 1972.
Trong số cán bộ và sinh viên của Trường Đại học Tổng hợp Hà Nội (nay là Đại học Quốc gia Hà Nội) tham gia kháng chiến, 63 người đã hy sinh anh dũng, được công nhận là Anh hùng hoặc Liệt sĩ, góp phần bảo vệ nền độc lập, tự do và hạnh phúc của nhân dân. Một số nhân vật tiêu biểu gồm Lê Anh Xuân, Phạm Văn Phong, Ngô Văn Sở… Bên cạnh đó, hàng trăm cán bộ và sinh viên khác chịu thương tật hoặc bệnh tật do chiến tranh, nhưng vẫn kiên cường sống, lao động và cống hiến vì sự nghiệp hòa bình và phát triển đất nước. Sau ngày thống nhất, những người lính trở về giảng đường: thầy giáo tiếp tục giảng dạy, sinh viên tiếp tục học tập, nối lại hành trình giáo dục và nghiên cứu.

## Học thuật

### Đóng góp khoa học và công nghệ
Truyền thống nghiên cứu khoa học của Trường Đại học Tổng hợp Hà Nội, sau này được kế thừa và phát triển bởi Đại học Quốc gia Hà Nội, luôn gắn liền với yêu cầu phục vụ thực tiễn đất nước trong từng giai đoạn lịch sử. Từ năm 1972, thực hiện Chỉ thị 222/TTg của Thủ tướng Chính phủ, Trường Đại học Tổng hợp Hà Nội đã bước vào giai đoạn mới trong công tác nghiên cứu khoa học phục vụ thực tiễn. Nhà trường triển khai nhiều chương trình khảo sát, nghiên cứu trên khắp miền Bắc, kể cả ở những vùng chiến sự ác liệt. Điểm nổi bật là sự kết hợp liên ngành trong nghiên cứu, tạo nên những công trình có giá trị ứng dụng cao như đề tài A.318 phục vụ Bộ Quốc phòng, hay các hoạt động khảo sát, tuyên truyền và phổ biến khoa học trong chiến tranh phá hoại 1972 với sự tham gia của hàng nghìn cán bộ, sinh viên. Từ bước đột phá bảo vệ luận án phó tiến sĩ trong nước (1974) đến luận án tiến sĩ khoa học đầu tiên tại Việt Nam (1982), Đại học Tổng hợp Hà Nội đã khẳng định vị thế tiên phong trong đào tạo sau đại học và nghiên cứu khoa học, với hàng loạt công trình gắn với nhu cầu phát triển đất nước như chế tạo nam châm đất hiếm, thiết bị đo lường, màng siêu lọc máu, chế phẩm enzyme, khoáng chất công nghiệp.
Kế thừa truyền thống đó, trong giai đoạn phát triển với tư cách là Đại học Quốc gia Hà Nội, hoạt động khoa học công nghệ được nâng lên tầm mới, hướng mạnh vào các công nghệ mũi nhọn như công nghệ vật liệu, công nghệ sinh học, công nghệ môi trường, công nghệ điện tử - viễn thông. Nhiều sản phẩm có giá trị ứng dụng và tầm ảnh hưởng quốc tế đã được triển khai, tiêu biểu như nghiên cứu phát triển nano biosensor để chẩn đoán y sinh học, chế tạo nano từ tỉnh xử lý nước nhiễm bẩn As, đánh dấu và phân tách tế bào bạch cầu CD4+ T giúp việc điều trị bệnh nhân nhiễm HIV dễ dàng hơn, tách ADN của siêu vi Herpes gây bệnh ngoài da và bệnh đường sinh dục, chẩn đoán siêu vi viêm gan B thông qua phát hiện DNA của siêu vì này giúp cho việc điều trị có thể bắt đầu sớm; chế tạo nano kim loại quý (vàng, bạc, đóng. platin...) ứng dụng phát hiện tế vào ung thư, diệt khuẩn E.Coli. Chế tạo được vật liệu tổ hợp polymer phát quang hữu cơ ôxit titan cấu trúc nano sử dụng làm điốt phát quang hữu cơ (OLED), pin mặt trời hữu cơ (OSC) và chất điện li rắn họ perovskite LaLiTiO3 (LLTO),... 
Trong lĩnh vực công nghệ sinh học, ĐHQGHN đó xây dựng được một số quy trình chuyển gen qua tế bào gốc ở gà, cỏ; nghiên cứu sản xuất các sản phẩm enzyme chất lượng cao (enzyme và probiotic cho chăn nuôi, chitossan oligome làm thuốc bảo vệ thực vật); Phát triển công nghệ sản xuất các sản phẩm trợ sinh Probiotic dạng bào tử thế hệ mới tiên tiến, tăng cường sức khỏc phòng chống bệnh tật. Bên cạnh đó, ĐHQGHN còn đi đầu trong các nghiên cứu phục vụ chiến lược phát triển văn hóa - xã hội, góp phần quan trọng vào hồ sơ UNESCO công nhận Hoàng thành Thăng Long và Phong Nha - Kẻ Bàng là Di sản Thế giới, cũng như nhiều nghiên cứu lớn phục vụ sự phát triển bền vững.

### Vị thế và xếp hạng quốc tế
Theo bảng xếp hạng đại học thế giới của QS, Đại học Quốc gia Hà Nội là cơ sở giáo dục đại học đầu tiên của Việt Nam được xếp vào top 1.000 thế giới kể từ năm 2018. Trong 7 năm liên tục tham gia xếp hạng, đơn vị luôn duy trì vị trí nổi bật với các chỉ số như: uy tín học thuật xếp hạng 499 thế giới, uy tín nhà tuyển dụng xếp hạng 472, và kết quả tuyển dụng xếp hạng 202 thế giới. Đại học Quốc gia Hà Nội cũng thường xuyên nằm trong nhóm các đại học hàng đầu châu Á với thứ hạng cao nhất từng đạt là 124.
Tại Việt Nam, Đại học Quốc gia Hà Nội nhiều năm liền dẫn đầu Bảng xếp hạng Đại học Việt Nam - VNUR (Vietnam's University Rankings) với thứ hạng số 1.
Theo bảng xếp hạng THE Impact Rankings, Đại học Quốc gia Hà Nội có nhiều lĩnh vực được xếp trong top 100 thế giới, bao gồm: Giáo dục chất lượng (hạng 70), và Bình đẳng giới (hạng 97). Trường cũng được xếp trong nhóm 401–600 các đại học có tác động toàn cầu.
Ở cấp độ lĩnh vực, Đại học Quốc gia Hà Nội thể hiện rõ thế mạnh của một đại học đa ngành, đa lĩnh vực với nhiều ngành học được xếp hạng cao. Cụ thể:
- Công nghệ và Kỹ thuật: cao nhất ở vị trí 386 thế giới (QS) và top 500 (THE)
- Khoa học Tự nhiên: top 450 thế giới (QS)
- Toán học: liên tục trong top 351–400 thế giới (QS)
- Kinh doanh, Khoa học quản lý, Kinh tế và Kinh tế lượng: top 500 (QS)
- Khoa học Giáo dục: top 500 (THE)
- Luật học: nhóm 351–400 thế giới. (QS)[70]

### Cơ cấu tổ chức
- Đại học Quốc gia Hà Nội có cơ cấu tổ chức đặc biệt (so với các trường đại học khác ở Việt Nam), gồm 3 cấp quản lý hành chính:[10]

1. Đại học Quốc gia Hà Nội là đầu mối được Chính phủ giao các chỉ tiêu, kế hoạch hàng năm, là đơn vị dự toán cấp I; có tư cách pháp nhân, có con dấu mang hình Quốc huy. Đại học quốc gia thực hiện quy trình về công tác nhân sự để báo cáo Bộ Giáo dục và Đào tạo trình Thủ tướng Chính phủ bổ nhiệm, miễn nhiệm chủ tịch hội đồng đại học quốc gia, giám đốc đại học quốc gia, phó giám đốc đại học quốc gia theo quy định của Đảng, pháp luật có liên quan
2. Các trường đại học, viện nghiên cứu khoa học thành viên; các khoa, trung tâm đào tạo, nghiên cứu khoa học và công nghệ; các đơn vị phục vụ công tác đào tạo, nghiên cứu khoa học trực thuộc Đại học Quốc gia Hà Nội là các đơn vị cơ sở có tư cách pháp nhân, có con dấu và tài khoản riêng.
3. Các khoa, phòng nghiên cứu và tương đương thuộc trường đại học, viện nghiên cứu khoa học thành viên và các đơn vị trực thuộc.

Trước năm 2025, theo Luật Giáo dục đại học 2012 và Nghị định số 186/2013/NĐ-CP, Đại học Quốc gia Hà Nội trực thuộc Chính phủ, chịu sự chỉ đạo trực tiếp của Thủ tướng Chính phủ và hoạt động theo cơ chế tự chủ, tự chịu trách nhiệm cao. Đại học này có quyền làm việc trực tiếp với các Bộ, cơ quan ngang Bộ, cơ quan thuộc Chính phủ và Ủy ban nhân dân các cấp về các vấn đề liên quan đến hoạt động và phát triển. Các trường đại học, viện nghiên cứu thành viên thuộc Đại học Quốc gia Hà Nội có tư cách pháp nhân độc lập, hiệu trưởng các đơn vị này do Giám đốc Đại học Quốc gia bổ nhiệm. Tuy nhiên, từ ngày 1 tháng 9 năm 2025, theo Nghị định số 201/2025/NĐ-CP do Chính phủ ban hành ngày 11 tháng 7 năm 2025, Đại học Quốc gia Hà Nội và Đại học Quốc gia TP. Hồ Chí Minh chuyển sang trực thuộc Bộ Giáo dục và Đào tạo. 
Tuy nhiên hai đại học này vẫn được ưu tiên cao so với các đại học khác, được tăng quyền tự chủ có tư cách pháp nhân, tài khoản riêng và sử dụng con dấu hình Quốc huy; đồng thời là đơn vị dự toán cấp I, được Thủ tướng Chính phủ giao dự toán ngân sách trực tiếp. Việc bổ nhiệm chủ tịch hội đồng, giám đốc và phó giám đốc do các đại học thực hiện theo quy trình, nhưng phải báo cáo Bộ Giáo dục và Đào tạo để trình Thủ tướng phê duyệt. Đại học quốc gia tiếp tục được trao quyền tự chủ trong đào tạo, nghiên cứu khoa học, tổ chức bộ máy và tài chính, đồng thời được chủ động ký kết hợp đồng lao động với giảng viên, nhà khoa học, chuyên gia trong và ngoài nước nhằm thu hút và phát huy nguồn nhân lực chất lượng cao. Đại học quốc gia cũng có quyền đề xuất và thực hiện các chương trình khoa học và hợp tác quốc tế theo quy định của pháp luật.
Đại học Quốc gia Hà Nội cũng là đại học miền Bắc duy nhất sở hữu một trung tâm kiểm định chất lượng giáo dục đại học và cao đẳng sư phạm được Bộ Giáo dục và Đào tạo cấp phép thực hiện trên toàn quốc.

#### Cơ quan ĐHQGHN (07)
1. Văn phòng Đại học Quốc gia Hà Nội
2. Ban Đào tạo và Công tác sinh viên
3. Ban Hợp tác và Phát triển
4. Ban Tài chính và Đầu tư
5. Ban Khoa học và Đổi mới sáng tạo
6. Ban Tổ chức và Thanh tra
7. Khối Văn phòng Đảng - Đoàn thể

#### Các trường đại học thành viên (09)
1. Trường Đại học Khoa học Tự nhiên (VNU-HUS)
2. Trường Đại học Khoa học Xã hội và Nhân văn (VNU-USSH)
3. Trường Đại học Ngoại ngữ (VNU-ULIS)
4. Trường Đại học Công nghệ (VNU-UET)
5. Trường Đại học Kinh tế (VNU-UEB)
6. Trường Đại học Giáo dục (VNU-UEd)
7. Trường Đại học Việt - Nhật (VNU-VJU)
8. Trường Đại học Y Dược (VNU-UMP)
9. Trường Đại học Luật (VNU-UL)

#### Các trường trực thuộc (03)
1. Trường Quốc tế (VNU-IS)
2. Trường Quản trị và Kinh doanh (VNU-HSB)
3. Trường Khoa học liên ngành và Nghệ thuật (VNU-SIS)

#### Các trung tâm đào tạo trực thuộc (02)
1. Trung tâm Giáo dục Thể chất và Thể thao
2. Trung tâm Giáo dục Quốc phòng và An ninh

#### Các đơn vị nghiên cứu (03)
1. Viện Việt Nam học và Khoa học phát triển (IVIDES)
2. Viện Trần Nhân Tông (TNTI)
3. Công viên Công nghệ cao và Đổi mới sáng tạo (06)
  1. Viện Công nghệ Thông tin (ITI)
  2. Viện Vi sinh vật và Công nghệ sinh học (IMBT)
  3. Viện Tài nguyên và Môi trường (CRES)
  4. Trung tâm Chuyển giao tri thức và Hỗ trợ khởi nghiệp
  5. Trung tâm Dự báo và phát triển nguồn nhân lực
  6. Trung tâm Hỗ trợ Sinh viên

#### Các đơn vị đào tạo khác (05)
Ngoài các đơn vị đào tạo bậc đại học và sau đại học, Đại học Quốc gia Hà Nội còn có các đơn vị đào tạo bậc phổ thông trực thuộc các trường đại học thành viên, bao gồm:
1. Trường THPT chuyên Khoa học Tự nhiên (thuộc Trường Đại học Khoa học Tự nhiên)
2. Trường THPT chuyên Khoa học Xã hội và Nhân văn (thuộc Trường Đại học Khoa học Xã hội và Nhân văn)
3. Trường THPT chuyên Ngoại ngữ (thuộc Trường Đại học Ngoại ngữ)
4. Trường THPT Khoa học Giáo dục (thuộc Trường Đại học Giáo dục)
5. Trường THCS Ngoại ngữ (thuộc Trường Đại học Ngoại ngữ)

#### Các đơn vị hỗ trợ và dịch vụ (08)
1. Trung tâm Thư viện và Tri thức số
2. Trung tâm Kiểm định Chất lượng giáo dục
3. Trung tâm Quản lý đô thị đại học
4. Nhà Xuất bản Đại học Quốc gia Hà Nội
5. Tạp chí Khoa học ĐHQGHN
6. Viện Đào tạo số và Khảo thí (IDT)
7. Ban Quản lý dự án
8. Ban Quản lý dự án “Phát triển các đại học quốc gia Việt Nam – Tiểu Dự án ĐHQGHN”

#### Các đơn vị thực hiện nhiệm vụ đặc biệt (09)
1. Trung tâm Hỗ trợ Nghiên cứu Châu Á
2. Văn phòng Hợp tác ĐHQGHN- ĐH Arizona
3. Văn phòng các chương trình khoa học và công nghệ trọng điểm tại ĐHQGHN
4. Văn phòng Dự án Phát triển TT Tư liệu Việt Nam học tại ĐHQGHN
5. Quỹ phát triển Khoa học và Công nghệ
6. Quỹ phát triển ĐHQGHN
7. Câu lạc bộ Nhà khoa học ĐHQGHN
8. Câu lạc bộ Cựu sinh viên ĐHQGHN
9. Câu lạc bộ Cựu sinh viên doanh nhân ĐHQGHN

### Đào tạo
Tính đến cuối năm 2024, theo Báo cáo thường niên của Đại học Quốc gia Hà Nội, hệ thống đã đạt nhiều kết quả trong đào tạo và nghiên cứu khoa học.Về thành tích tại các kỳ Olympic quốc tế và khu vực, ĐHQGHN đã giành được tổng cộng 309 huy chương, gồm 76 huy chương vàng, 88 huy chương bạc, 75 huy chương đồng và 70 huy chương tại các kỳ thi khu vực. Đội ngũ cán bộ gồm 5.459 người, bao gồm 64 Nhà giáo Nhân dân, 147 Nhà giáo Ưu tú, 76 Giáo sư, 479 Phó Giáo sư, 1.818 Tiến sĩ và Tiến sĩ khoa học, cùng 2.921 cán bộ khoa học.Trong lĩnh vực khoa học và công nghệ, ĐHQGHN đã đạt 58 giải thưởng cấp quốc gia và quốc tế, bao gồm 18 Giải thưởng Hồ Chí Minh, 13 Giải thưởng Nhà nước, 5 Giải thưởng Tạ Quang Bửu, 3 giải thưởng quốc tế và 19 giải thưởng khác.
Về cơ sở vật chất phục vụ nghiên cứu, đến năm 2024, ĐHQGHN có 213 phòng thí nghiệm, trong đó có một phòng thí nghiệm trọng điểm quốc gia, mười phòng thí nghiệm trọng điểm cấp ĐHQGHN, hai trung tâm thí nghiệm trọng điểm cấp ĐHQGHN và 200 phòng thí nghiệm mục tiêu, chuyên đề hoặc thực hành cơ sở. Đại học Quốc gia Hà Nội là trung tâm đào tạo, nghiên cứu khoa học, công nghệ đa ngành, đa lĩnh vực chất lượng cao, được Nhà nước ưu tiên đầu tư phát triển. Hiện tại,Đại học Quốc gia Hà Nội đang triển khai nhiều chương trình đào tạo thuộc các lĩnh vực khoa học tự nhiên, khoa học xã hội và nhân văn, ngoại ngữ, công nghệ, kinh tế, giáo dục, liên ngành,..., bao gồm:
- 179 chương trình đào tạo đại học [79]
- 189 chương trình đào tạo thạc sĩ
- 115 chương trình đào tạo tiến sĩ
- 32 chương trình đào tạo đã được kiểm định AUN.
- 26 chương trình liên kết đào tạo quốc tế

Vào sáng ngày 15 tháng 5 năm 2006, Đại học Quốc gia Hà Nội (ĐHQGHN) đã long trọng tổ chức lễ kỷ niệm 100 năm thành lập Đại học Đông Dương (1906–2006) đơn vị tiền thân của ĐHQGHN ngày nay, đồng thời đón nhận Huân chương Sao Vàng, phần thưởng cao quý nhất của Nhà nước Cộng hòa Xã hội chủ nghĩa Việt Nam. Chủ tịch nước Trần Đức Lương đã tham dự và phát biểu tại buổi lễ. Đại học Quốc gia Hà Nội cũng cơ sở giáo dục đại học đầu tiên trong cả nước được trao tặng Huân chương Sao Vàng, ghi nhận những đóng góp to lớn trong sự nghiệp giáo dục, đào tạo và nghiên cứu khoa học suốt một thế kỷ qua.
| Thứ tự | danh mục                                            | số lượng |
| ------ | --------------------------------------------------- | -------- |
| 1.     | Huân chương Sao vàng                                | 1        |
| 2.     | Huân chương Hồ Chí Minh                             | 3        |
| 3.     | Anh hùng lao động                                   | 5        |
| 4.     | Huân chương Độc lập hạng Nhất                       | 1        |
| 5.     | Huân chương Độc lập hạng Ba                         | 1        |
| 6.     | Huân chương Lao động hạng Nhì                       | 25       |
| 7.     | Bằng khen của Giám đốc ĐHQGHN                       | 2.235    |
| 8.     | Cờ thi đua của ĐHQGHN                               | 98       |
| 9.     | Cờ thi đua của Bộ Giáo dục và Đào tạo (Bộ GD&ĐT)    | 48       |
| 10.    | Cờ thi đua Chính Phủ                                | 5        |
| 11.    | Bằng khen của Bộ GD&ĐT                              | 1.568    |
| 12.    | Chiến sĩ thi đua toàn quốc                          | 7        |
| 13.    | Chiến sĩ thi đua cấp Bộ GD&ĐT                       | 238      |
| 14.    | Chiến sĩ thi đua cấp ĐHQGHN                         | 410      |
| 15.    | Gương mặt trẻ tiêu biểu ĐHQGHN                      | 600      |
| 16.    | Tập thể Lao động xuất sắc                           | 1.140    |
| 17.    | Kỷ niệm chương “Vì sự nghiệp Phát triển ĐHQGHN”     | 215      |
| 18.    | Nhà giáo Nhân dân                                   | 64       |
| 19.    | Nhà giáo Ưu tú                                      | 147      |
| 20.    | Học sinh đạt giải thưởng Olympic quốc tế và khu vực | 309      |
| 21.    | Học sinh đạt giải Quốc gia                          | 637      |

### Đầu vào
Trong giai đoạn thi tuyển sinh đại học “ba chung”, Đại học Quốc gia Hà Nội (ĐHQGHN) nằm trong nhóm các trường có điểm chuẩn cao nhất cả nước. Theo báo chí năm 2007, nếu lấy mức điểm chuẩn nguyện vọng 1 là 20 thì hầu hết các ngành của Đại học Quốc gia Hà Nội đều chiếm gần hết các vị trí. Điểm chuẩn tại các ngành của ĐHQGHN thường dao động từ 20 đến 26 điểm, cao hơn đáng kể so với nhóm trường tiếp theo, trong đó một số ngành khối C và D thường xuyên có mức từ 20 đến 25 điểm. Các ngành báo chí, du lịch, quốc tế học, lịch sử tại Đại học Quốc gia Hà Nội cũng được ghi nhận có điểm chuẩn cao hơn mặt bằng chung.
Năm 2010, Bộ Giáo dục và Đào tạo công bố danh sách các trường THPT có kết quả thi đại học cao nhất cả nước, trong đó dẫn đầu là khối các trường chuyên thuộc Đại học Quốc gia Hà Nội. Điểm thi trung bình của học sinh chuyên Hóa là 21,71; chuyên Toán là 21,34; Trường THPT chuyên Ngoại ngữ (thuộc Trường Đại học Ngoại ngữ - ĐHQGHN) cũng đạt trung bình 20,99 điểm, nằm trong nhóm cao nhất cả nước. Đến năm 2011 của Cục Công nghệ Thông tin (Bộ GD-ĐT), Đại học Quốc gia Hà Nội là một trong những cơ sở có nhiều thí sinh lọt vào Top 100 thí sinh đạt điểm cao nhất toàn quốc. Cùng thời kỳ này, ngành Công nghệ thông tin của Trường ĐH Công nghệ - ĐHQGHN được đánh giá có điểm chuẩn thường xuyên ở nhóm cao nhất.
Đến năm 2019, khi các trường sử dụng kết quả kỳ thi THPT quốc gia để xét tuyển, Đại học Quốc gia Hà Nội tiếp tục có nhiều ngành lấy điểm chuẩn ở mức rất cao. Trường Đại học Khoa học Xã hội và Nhân văn, Đại học Quốc gia Hà Nội dẫn đầu cả nước khi ngành Đông phương học khối C00 (Văn, Sử, Địa) đạt mức 28,5 điểm, cao nhất trong kỳ tuyển sinh năm đó. Các ngành Công nghệ thông tin, Kinh tế, Y khoa tại Đại học Quốc gia Hà Nội và nhiều trường top đầu khác cũng dao động trong khoảng 26 đến trên 27 điểm. Năm 2020, USSH - ĐHQGHN tiếp tục lập kỷ lục khi ngành Hàn Quốc học (tổ hợp C00) có điểm chuẩn 30/30, lần đầu tiên một ngành học trong hệ thống dân sự đạt ngưỡng tuyệt đối. Cùng năm, ngành Đông phương học cũng tăng lên 29,75 điểm khối C00, cao hơn mức 28,5 của năm trước. Đây được xem là mốc điểm chuẩn cao nhất trong lịch sử xét tuyển bằng kỳ thi THPT quốc gia ở Việt Nam.
Năm 2021, điểm chuẩn của Đại học Quốc gia Hà Nội tiếp tục nằm trong nhóm cao nhất cả nước. Ngành Hàn Quốc học của USSH lấy 30 điểm khối C00 năm thứ hai liên tiếp đạt mức tuyệt đối. Cùng năm, nhiều ngành khác cũng có điểm trúng tuyển vượt 28 điểm, như Báo chí của USSH (28,8 điểm) hay các ngành Công nghệ thông tin của Trường Đại học Công nghệ, ĐHQGHN (tới 28,75 điểm). Ngoài ra, Trường Đại học Ngoại ngữ ghi nhận mức điểm rất cao với ngành Sư phạm tiếng Hàn (37,7/40 điểm) và Ngôn ngữ Hàn (36,83/40 điểm).
Từ năm 2023, Bộ Giáo dục và Đào tạo điều chỉnh quy định cộng điểm ưu tiên, theo đó thí sinh đạt 30 điểm sẽ không được cộng thêm điểm ưu tiên, nhằm hạn chế tình trạng điểm xét tuyển vượt quá thang điểm 30. Mặc dù vậy, nhiều đơn vị thuộc Đại học Quốc gia Hà Nội vẫn duy trì mức điểm chuẩn thuộc nhóm cao nhất cả nước. Đến năm 2024, trong số 5 ngành/trường có điểm chuẩn cao nhất cả nước, Đại học Quốc gia Hà Nội có hai đơn vị: Trường Đại học Khoa học Xã hội và Nhân văn với 29,10 điểm và Trường Đại học Giáo dục với 28,89 điểm.
Song song với mức điểm chuẩn cao, Đại học Quốc gia Hà Nội còn nằm trong nhóm các cơ sở có quy mô đăng ký xét tuyển lớn nhất cả nước. Năm 2024, trường ghi nhận 127.719 thí sinh đăng ký xét tuyển cho 18.000 chỉ tiêu, với tổng số 191.831 nguyện vọng, tăng khoảng 50.000 so với năm 2023.
Năm 2025 theo thống kê của Bộ Giáo dục và Đào tạo, toàn quốc có gần 850.000 thí sinh đăng ký xét tuyển với khoảng 7,6 triệu nguyện vọng, trung bình mỗi thí sinh đăng ký gần 9 nguyện vọng (trong ba năm trước mức trung bình quanh 5). Đến hết ngày 18/8/2025, một số cơ sở khác cũng ghi nhận số nguyện vọng tăng mạnh, như Trường Đại học Kinh tế - Luật (ĐHQG TP.HCM), Học viện Ngân hàng, Đại học Giao thông Vận tải, Đại học Xây dựng Hà Nội hay Đại học Công nghệ Thông tin TP.HCM.. đều ghi nhận số thí sinh tăng gấp 2-2.5 lần. Trường có số nguyện vọng nhiều nhất nước năm 2025 là hơn 178.000, tuy nhiên vẫn thấp hơn tổng số nguyện vọng mà ĐHQGHN đạt được năm 2024. Năm 2025, Đại học Quốc gia Hà Nội không công bố số liệu tổng nguyện vọng.

### Trung tâm Thư viện và Tri thức số
Trung tâm Thư viện và Tri thức số (tên trước đây: Trung tâm Thông tin – Thư viện, gọi tắt là VNU-LIC) là đơn vị trực thuộc Đại học Quốc gia Hà Nội (ĐHQGHN), có chức năng thu thập, xử lý, bảo quản và cung cấp học liệu phục vụ đào tạo, nghiên cứu khoa học và chuyển giao tri thức. Đây là một trong những thư viện đại học quy mô lớn và hiện đại nhất Việt Nam, được xếp hạng số 1 trong nước và thứ 49/3.751 kho học liệu số nội sinh toàn cầu theo Webometrics. Trung tâm Thư viện và Tri thức số, Đại học Quốc gia Hà Nội, trước đây là Trung tâm Thông tin – Thư viện ĐHQGHN, được thành lập ngày 14 tháng 2 năm 1997 theo Quyết định số 66/TCCB của Giám đốc ĐHQGHN, trên cơ sở hợp nhất ba thư viện: Thư viện Trường Đại học Tổng hợp Hà Nội, Thư viện Trường Đại học Sư phạm Hà Nội và Thư viện Trường Đại học Sư phạm Ngoại ngữ. Trung tâm có chức năng lưu giữ, quản lý thông tin, tư liệu và thư viện phục vụ công tác đào tạo, nghiên cứu khoa học, triển khai ứng dụng và quản lý của ĐHQGHN. Ngày 14 tháng 2 năm 2022, nhân dịp kỷ niệm 25 năm thành lập, Trung tâm được đổi tên thành Trung tâm Thư viện và Tri thức số theo Quyết định số 316/QĐ-ĐHQGHN, đồng thời chuyển địa điểm lên Hòa Lạc.
Tiền thân của Trung tâm là Thư viện Đại học Tổng hợp Hà Nội. Thư viện này được hình thành trên cơ sở tiếp nhận một phần kho sách của Thư viện Trường Khoa học cơ bản Đông Dương, gồm 10.000 loại sách, 20 loại tạp chí (trong đó có 10 loại tạp chí về kinh tế Đông Dương), với phòng đọc 200 chỗ ngồi tại số 19 Lê Thánh Tông. Năm 1956, theo Quyết định số 2183/TC, Trường Đại học Tổng hợp Hà Nội được thành lập, Thư viện phục vụ 420 sinh viên các ngành Toán, Lý – Hóa, Sinh vật, Lịch sử và Văn học, cùng 43 cán bộ giảng dạy. Trong giai đoạn 1958–1960, cùng với sự phát triển của nền đại học mang tính tổng hợp, Thư viện đã mở rộng kho sách lên 70.000 loại, kho tạp chí tăng gấp 5 lần so với ban đầu và bổ sung 16.000 bản giáo trình. Thư viện phục vụ 1.200 sinh viên chính quy, 200 sinh viên tại chức, 400 học viên bổ túc văn hóa và 180 cán bộ giảng dạy.
Giai đoạn 1960–1975, Thư viện phát triển thành thư viện trung tâm với 150.000 loại sách, 1.620 loại tạp chí từ 20 quốc gia, cùng hệ thống chi nhánh tại các khoa. Tổng số sách đạt 240.000 bản, phục vụ hơn 5.500 sinh viên chính quy và tại chức, 110 sinh viên nước ngoài và gần 600 cán bộ giảng dạy. Trong thời kỳ chiến tranh, một phần kho sách và giáo trình quý được sơ tán tới nhiều địa điểm an toàn. Cán bộ thư viện vừa đảm bảo công tác phục vụ đào tạo, vừa tham gia chiến đấu, được Nhà nước tặng Huân chương chống Mỹ cứu nước hạng Nhất và Nhì.
Giai đoạn 1975–1996, Thư viện tham gia chi viện sách và tạp chí cho các trường đại học ở miền Nam, đồng thời phát triển thành trung tâm thông tin – tư liệu khoa học cơ bản, thực hiện thu thập, xử lý, bảo quản và cung cấp thông tin khoa học – công nghệ. Năm 1996, kho tư liệu đạt 700.000 bản sách và 3.008 loại tạp chí, trong đó có nhiều tài liệu quý hiếm. Thư viện phục vụ khoảng 8.000 sinh viên, 150 nghiên cứu sinh, 200 sinh viên nước ngoài và hơn 800 cán bộ giảng dạy, nghiên cứu. Ngoài phục vụ đào tạo, Thư viện còn tổ chức hội thảo khoa học và tham gia các đề tài nghiên cứu cấp Nhà nước, cấp Bộ.
Trung tâm trải qua bốn giai đoạn phát triển chính: giai đoạn trước năm 1997 (thư viện truyền thống), giai đoạn 1997–2010 (thư viện tự động hóa, đưa vào sử dụng phần mềm Libol 5.0 và công nghệ mã vạch), giai đoạn 2010–2020 (thư viện số, xây dựng hạ tầng hiện đại và kết nối tài nguyên trong nước, quốc tế), và giai đoạn từ 2020 (trung tâm tri thức số, ứng dụng công nghệ 4.0, dữ liệu lớn, chuyển đổi sang mô hình quản trị tri thức số gắn với đại học thông minh). Hiện nay, Trung tâm sở hữu nguồn lực thông tin phong phú với hơn 151.000 học liệu số, 33.433 luận án và luận văn, gần 53.000 sách điện tử, hơn 4.100 tạp chí trực tuyến cùng hàng trăm ngàn bài báo. 

### Nhà xuất bản Đại học Quốc gia Hà Nội
Nhà xuất bản Đại học Quốc gia Hà Nội được thành lập ngày 12 tháng 2 năm 1995, ngay sau khi Đại học Quốc gia Hà Nội (ĐHQGHN) ra đời, trở thành nhà xuất bản thứ 39 của Việt Nam và là nhà xuất bản đầu tiên trực thuộc một mô hình đại học. Năm 1995, Bộ Văn hóa – Thông tin ban hành Quyết định số 3408/QĐ-VHTT (ngày 16 tháng 11) và Giám đốc ĐHQGHN ban hành Quyết định số 512/TCCB (ngày 12 tháng 12) về việc thành lập nhà xuất bản này.
Ngay từ những năm đầu hoạt động, Nhà xuất bản tập trung vào xuất bản sách tiếng Việt, đồng thời triển khai một số ấn phẩm bằng tiếng Anh như giáo trình, sách chuyên khảo, và nhiều bản dịch có giá trị học thuật, văn hóa, phục vụ công tác đào tạo, nghiên cứu chuyên ngành và phổ biến tri thức. Từ năm 2002, đơn vị chuyển đổi từ cơ chế hành chính sự nghiệp được bao cấp sang hạch toán và tự chủ tài chính, tự đảm bảo 100% chi phí hoạt động. Với sứ mệnh phục vụ và chuyển giao tri thức, Nhà xuất bản Đại học Quốc gia Hà Nội hướng tới cung cấp các ấn phẩm đa ngành, đa lĩnh vực, có hàm lượng học thuật, góp phần nâng cao chất lượng đào tạo và nghiên cứu khoa học.

## Địa vị pháp lý và nhận diện

### Con dấu Quốc Huy
Theo Nghị định số 99/2016/NĐ-CP ngày 1 tháng 7 năm 2016 của Chính phủ Việt Nam, con dấu là phương tiện đặc biệt do cơ quan nhà nước có thẩm quyền đăng ký, quản lý, sử dụng để đóng trên văn bản, giấy tờ của cơ quan, tổ chức hoặc chức danh nhà nước. Con dấu quy định tại Nghị định này bao gồm: con dấu có hình Quốc Huy, con dấu có hình biểu tượng và con dấu không có hình biểu tượng, được sử dụng dưới dạng dấu ướt, dấu nổi, dấu thu nhỏ hoặc dấu xi. Việc sử dụng con dấu có hình Quốc huy chỉ được phép khi được quy định tại luật, pháp lệnh, nghị định hoặc quyết định của Thủ tướng Chính phủ, hoặc trong điều ước quốc tế mà Việt Nam là thành viên. Trong hệ thống pháp lý Việt Nam, đây là loại con dấu có giá trị và vị thế cao nhất.
Trong hệ thống giáo dục đại học Việt Nam, Đại học Quốc gia Hà Nội và Đại học Quốc gia Thành phố Hồ Chí Minh là hai cơ sở giáo dục đại học duy nhất được quyền sử dụng con dấu mang hình Quốc huy nước Cộng hòa Xã hội chủ nghĩa Việt Nam. Quyền sử dụng con dấu mang hình Quốc huy của ĐHQGHN được quyết định ngày 3 tháng 6 năm 1994, trong cuộc họp do Phó Thủ tướng Nguyễn Khánh chủ trì cùng các lãnh đạo Bộ Giáo dục và Đào tạo, Ban Tổ chức Cán bộ của Chính phủ và Ban Khoa giáo. Ngoài việc cho phép sử dụng con dấu đặc biệt, ĐHQGHN còn được trao quyền tự chủ cao trong đào tạo, nghiên cứu khoa học, hợp tác quốc tế, tài chính và tổ chức.
Ngày 5 tháng 9 năm 1994, Thủ tướng Chính phủ ký quyết định ban hành Quy chế tổ chức và hoạt động của Đại học Quốc gia Hà Nội, trong đó chính thức ghi nhận quyền sử dụng con dấu mang hình Quốc huy. Ngày 6 tháng 9 năm 1994, ĐHQGHN làm thủ tục tại Bộ Công an để khắc dấu theo giấy giới thiệu của Văn phòng Chính phủ. Trong quá trình thực hiện, cơ quan khắc dấu yêu cầu vành ngoài ghi thêm “Bộ Giáo dục và Đào tạo” do căn cứ vào Nghị định thành lập ĐHQGHN. Vấn đề này được chuyển tới Văn phòng Chính phủ và sau khi xin ý kiến Thủ tướng, phương án cuối cùng được chấp thuận là vành ngoài chỉ ghi “Đại học Quốc gia Hà Nội”. Văn bản chính thức đồng ý được phát hành ngày 22 tháng 9 năm 1994 và gửi tới Bộ Giáo dục và Đào tạo cùng Bộ Công an. Ngày 26 tháng 9 năm 1994, Đại học Quốc gia Hà Nội chính thức nhận được con dấu mới. Ngay trong ngày, các quyết định thành lập văn phòng, các ban và bổ nhiệm lãnh đạo được ký và đóng dấu. 

### Đơn vị dự toán cấp I
Theo Khoản 9 Điều 4 Luật Ngân sách nhà nước năm 2015, đơn vị dự toán cấp I là đơn vị dự toán ngân sách được Thủ tướng Chính phủ hoặc Ủy ban nhân dân giao dự toán ngân sách. Khoản 3 Điều 3 Thông tư số 137/2017/TT-BTC ngày 25 tháng 12 năm 2017 của Bộ Tài chính quy định rằng, đơn vị dự toán cấp I có trách nhiệm tổng hợp và lập báo cáo quyết toán năm, báo cáo tài chính năm của đơn vị mình (nếu có) và của các đơn vị dự toán cấp dưới trực thuộc đã được xét duyệt, gửi cơ quan tài chính cùng cấp theo quy định.
Trong hệ thống giáo dục đại học Việt Nam, hiện có hai cơ sở giáo dục đại học được Thủ tướng Chính phủ giao dự toán ngân sách ở cấp này, gồm Đại học Quốc gia Hà Nội và Đại học Quốc gia Thành phố Hồ Chí Minh.

### Biểu trưng
Không có tài liệu chính thức xác định thời điểm Đại học Quốc gia Hà Nội (ĐHQGHN) bắt đầu sử dụng logo (biểu trưng) hiện nay. Hình ảnh sớm nhất tìm thấy của logo này xuất hiện tại lễ kỷ niệm 100 năm thành lập năm 2006, với thiết kế tương tự phiên bản hiện hành. Năm 2012, ĐHQGHN ban hành Quyết định về việc ban hành Quy định tạm thời về công tác quản trị thương hiệu và quảng bá hình ảnh Đại học Quốc gia Hà Nội, trong đó mô tả logo “hình tròn, nền màu vàng (golden) có một đường tròn viền xung quanh ở phía trong, ba vạch ngang cách điệu hình trang sách mở với một đường thẳng đứng màu xanh lá cây (green); ở bên phải, phía trên có tên viết tắt của ĐHQGHN bằng tiếng Anh là VNU; dưới cùng, ở khoảng giữa có hàng chữ số ‘1906’”. Năm 2015, theo Quyết định ban hành Quy định về công tác quản trị thương hiệu và quảng bá hình ảnh ĐHQGHN, Điều 6 quy định logo “hình tròn, nền trong suốt, có một đường tròn viền xung quanh, ba vạch ngang với một đường thẳng đứng màu xanh lá cây cách điệu hình trang sách mở”; cụm logo gồm logo chính, bên phải là dòng chữ viết tắt “VNU”, tiếp theo là hình Huân chương Sao vàng, phía dưới có dòng chữ “Đại học Quốc gia Hà Nội” và “Vietnam National University”, cùng hàng chữ “Since 1906” đặt phía trên chữ “U” của “VNU”.

### Tên giao dịch tiếng Anh
Ngay từ khi thành lập theo Nghị định số 97/CP ngày 10/12/1993, Đại học Quốc gia Hà Nội đã sử dụng tên giao dịch tiếng Anh là Vietnam National University, Hanoi (viết tắt là VNU), tương tự như mô hình các đại học quốc gia trên thế giới như ANU (Australian National University), SNU (Seoul National University) hay NUS (National University of Singapore).
Tuy nhiên, trong quá trình phát triển, do ảnh hưởng của các quan niệm truyền thống và sự thiếu thống nhất trong quy định ban đầu, tên gọi tiếng Anh của một số đơn vị thành viên và chức danh trong hệ thống ĐHQGHN đã có sự không đồng bộ. Ví dụ, một số trường đại học thành viên sử dụng từ university thay vì college, hoặc chức danh như rector, president được dùng không thống nhất giữa các đơn vị. Tình trạng này gây khó khăn trong việc nhận diện ĐHQGHN là một hệ thống thống nhất trong giao dịch quốc tế và làm suy giảm sức mạnh cộng đồng nội bộ.
Để khắc phục tình trạng trên, Hội đồng ĐHQGHN đã thống nhất quy định tên giao dịch tiếng Anh cho toàn hệ thống. Ban hành Quyết định số 3502./ĐHQGHN-QHQT ngày 25/11/2011 bao gồm các đơn vị thành viên và chức danh lãnh đạo. Nguyên tắc chung là tất cả các tên gọi đều bắt đầu bằng tiền tố VNU để đảm bảo tính nhận diện và phân biệt rõ với các cơ sở giáo dục khác.
1. Trường đại học thành viên: VNU – University of...
2. Khoa trực thuộc ĐHQGHN: VNU – School of...
3. Trung tâm trực thuộc: VNU – Center for...
4. Viện nghiên cứu: VNU – Institute for...

Danh xưng chức danh lãnh đạo (bằng tiếng Anh)
| Chức danh (tiếng Việt)        | Tên tiếng Anh tương ứng |
| ----------------------------- | ----------------------- |
| Giám đốc                      | President               |
| Phó Giám đốc                  | Vice-President          |
| Hiệu trưởng                   | Rector                  |
| Phó Hiệu trưởng               | Vice-Rector             |
| Trưởng Ban/Giám đốc trung tâm | Director                |
| Phó Trưởng Ban                | Vice-Director           |
| Trưởng Khoa                   | Dean                    |
| Phó Trưởng Khoa               | Deputy Dean             |

## Tranh luận

### Đề xuất đổi tên
Tháng 3 năm 2015, trong quá trình thảo luận dự thảo Luật Giáo dục đại học (sửa đổi), Ủy ban Văn hóa, Giáo dục, Thanh niên, Thiếu niên và Nhi đồng của Quốc hội đề xuất đổi tên "Đại học" và "Đại học Quốc gia" thành "Viện đại học" và "Viện đại học quốc gia". Lý do được nêu là nhằm thống nhất cách gọi, tránh nhầm lẫn giữa mô hình đại học hai cấp và trường đại học đơn cấp, đồng thời phù hợp với quy định trong Luật Giáo dục (sửa đổi) năm 2009.
Đề xuất này gặp phải nhiều ý kiến phản đối từ đại biểu Quốc hội và lãnh đạo các ủy ban. Các ý kiến cho rằng "Đại học Quốc gia" đã hình thành thương hiệu, uy tín và được biết đến ở trong và ngoài nước; việc đổi tên có thể gây xáo trộn và làm giảm giá trị nhận diện. Chủ tịch Quốc hội Nguyễn Thị Kim Ngân, Chủ nhiệm Ủy ban Khoa học, Công nghệ và Môi trường Phan Xuân Dũng, Thường trực Ban Bí thư Trung ương Đảng Cộng sản Việt Nam Trương Thị Mai… đều bày tỏ quan điểm giữ nguyên tên gọi và đề nghị luật cần khẳng định rõ vai trò, vị trí pháp lý của Đại học Quốc gia trong hệ thống giáo dục đại học Việt Nam.

### Đề xuất bỏ Đại học Quốc gia
Ngày 14 tháng 5 năm 2025, tại tọa đàm Tham vấn chính sách xây dựng Luật Giáo dục đại học (sửa đổi), ông Bùi Xuân Hải, Hiệu trưởng Trường Đại học Hải Phòng, cho rằng mô hình “trường đại học trong đại học” gần như không tồn tại trên thế giới và khó giải thích với các chuyên gia nước ngoài. Cùng quan điểm, ông Vũ Hoàng Linh, Chủ tịch hội đồng Trường Đại học Khoa học Tự nhiên, Đại học Quốc gia Hà Nội, nêu rằng mô hình này gây khó khăn trong việc truyền đạt giáo dục đại học Việt Nam ra quốc tế.
Trước các ý kiến này, Thứ trưởng Bộ Giáo dục và Đào tạo Hoàng Minh Sơn khẳng định vấn đề không phải là bãi bỏ Đại học Quốc gia và Đại học vùng, mà là cải tiến quản trị nội bộ và đánh giá hiệu quả hoạt động. Những đơn vị này được nhà nước quản lý, có sứ mạng, vị thế riêng. Những đơn vị này được nhà nước quản lý, có sứ mạng, vị thế riêng. Các chuyên gia nhấn mạnh việc phân tích sứ mạng, vai trò và đóng góp của các Đại học Quốc gia từ khi thành lập đến nay là cần thiết, đồng thời tổ chức hội thảo và khảo sát ý kiến để đánh giá khách quan mô hình này.

## Các kỳ thi

### Kỳ thi Đánh giá năng lực HSA
Bài thi Đánh giá năng lực học sinh trung học phổ thông (HSA; tiếng Anh: High School Student Assessment) do Đại học Quốc gia Hà Nội tổ chức lần đầu vào năm 2015, tiếp tục diễn ra năm 2016, sau đó tạm ngưng từ năm 2017. Đến năm 2021, kỳ thi được tổ chức trở lại với nhiều thay đổi so với giai đoạn trước, tiếp cận theo hướng phi truyền thống, nhằm đánh giá toàn diện năng lực học sinh thay vì chỉ phục vụ mục tiêu tuyển sinh đại học.
Kỳ thi được Đại học Quốc gia Hà Nội thực hiện theo đặt hàng của Bộ Giáo dục và Đào tạo, nằm trong lộ trình đổi mới thi và đánh giá học sinh ở Việt Nam. Bài thi ĐGNL mỗi năm tổ chức 10 đợt thi, mỗi thí sinh chỉ được đăng ký dự thi tối đa 2 đợt, trừ năm 2021 vì ảnh hưởng của đại dịch COVID-19 mà kỳ thi chỉ tổ chức được một nửa số đợt.

### Kỳ thi Olympic bậc THPT của ĐHQGHN
Kỳ thi Olympic bậc trung học phổ thông do Đại học Quốc gia Hà Nội tổ chức lần đầu vào năm 2022, nhằm phát hiện và bồi dưỡng học sinh có năng khiếu ở các môn học. Cuộc thi khuyến khích giáo viên và học sinh phát huy năng lực sáng tạo, đồng thời phát hiện người học có năng khiếu để tạo nguồn bồi dưỡng, cũng như tạo cơ hội cho học sinh giỏi được xét tuyển thẳng vào các chương trình đào tạo trình độ đại học của ĐHQGHN.
Theo Quyết định số 4412/QĐ-ĐHQGHN ngày 31/12/2021 về cơ chế đặc thù trong tuyển sinh và đào tạo liên thông bậc trung học phổ thông và bậc đại học tại ĐHQGHN, học sinh đạt giải trong kỳ thi này và đã tốt nghiệp trung học phổ thông được xét tuyển thẳng hoặc ưu tiên xét tuyển vào các trường đại học thành viên, trường và khoa trực thuộc của ĐHQGHN. Những học sinh đạt giải ở bậc trung học phổ thông nhưng chưa tốt nghiệp sẽ được bảo lưu kết quả đến hết năm lớp 12.

## Khuôn viên

### Cơ sở 19 Lê Thánh Tông
Cơ sở 19 Lê Thánh Tông là một quần thể kiến trúc lịch sử tại quận Hoàn Kiếm, Hà Nội, hiện thuộc Đại học Quốc gia Hà Nội (ĐHQGHN). Cơ sở này là nơi đặt Khoa Hóa học, Bảo tàng Sinh học và Viện Tài nguyên & Môi trường của ĐHQGHN. Công trình vốn là một phần của Viện Đại học Đông Dương và là công trình kiến trúc Đông Dương đầu tiên tại Hà Nội. Tại hội trường lớn trong toà nhà này đã từng diễn ra nhiều sự kiện quan trọng trong quá trình phát triển từ Đại học Đông Dương tới Đại học Quốc gia Việt Nam rồi Đại học Tổng hợp Hà Nội và đến Đại học Quốc gia Hà Nội.
Quần thể được xây dựng qua hai giai đoạn. Giai đoạn 1 (1906–1927) gồm các hạng mục phía Đông – Bắc khuôn viên, hiện do Trường Đại học Dược quản lý, là nơi tổ chức các khóa học đầu tiên của Đại học Đông Dương. Giai đoạn 2 (1924–1927) hoàn thiện tòa nhà chính cùng các hạng mục phía Đông và Đông – Nam. Ngày 4 tháng 12 năm 2013, Hội đồng nhân dân Thành phố Hà Nội đưa công trình vào danh mục các công trình kiến trúc xây dựng trước năm 1954 cần bảo tồn. Cơ sở có tổng diện tích sàn khoảng 11.900 m², cao từ 2 đến 3 tầng, gồm giảng đường, phòng làm việc, phòng thí nghiệm và các phòng chức năng, bố trí bao quanh sân trung tâm có nhiều cây xanh.
Mặt tiền công trình hướng ra đại lộ với vỉa hè rộng và hàng cây cổ thụ, gần Nhà hát Lớn Hà Nội. Đại sảnh được thiết kế theo phong cách phục hưng châu Âu, có mái vòm cao, hàng cột lớn và cửa chính rộng gắn kính màu. Không gian bên trong được bố trí khép kín, tách biệt với phố xá bên ngoài, tạo môi trường học tập và nghiên cứu yên tĩnh.

### Cơ sở Xuân Thủy
Cơ sở 144 Xuân Thủy là một trong những địa điểm làm việc và đón tiếp khách quan trọng của Đại học Quốc gia Hà Nội, tọa lạc tại phường Cầu Giấy, Hà Nội. Trước khi nhiều đơn vị chuyển trụ sở chính về Hòa Lạc từ ngày 19 tháng 5 năm 2022, đây là nơi đặt Cơ quan ĐHQGHN cùng các đơn vị chức năng và đào tạo. Mặc dù phần lớn hoạt động điều hành đã chuyển đi, cơ sở 144 Xuân Thủy vẫn được sử dụng để tổ chức các sự kiện và đón tiếp nguyên thủ quốc gia, chính khách và học giả quốc tế.
Cơ sở này gắn liền với một dấu mốc quan trọng ngày 30 tháng 5 năm 1994, khi Thủ tướng Võ Văn Kiệt tiếp lãnh đạo ĐHQGHN ngay sau phiên họp của Thường trực Chính phủ. Tại buổi tiếp, Thủ tướng đưa ra những định hướng lớn về tổ chức và hoạt động của ĐHQGHN, coi đây là một trong hai trung tâm đại học trọng điểm quốc gia cùng với ĐHQG Thành phố Hồ Chí Minh. Ban đầu, địa điểm của ĐHQGHN dự kiến được bố trí tại Cầu Giấy với kế hoạch mở rộng diện tích của Trường Đại học Sư phạm Hà Nội thêm gần 10 ha để đáp ứng nhu cầu hoạt động. Tuy nhiên, Thủ tướng bày tỏ lo ngại rằng diện tích này vẫn quá nhỏ so với yêu cầu lâu dài và sau đó quyết định cấp cho ĐHQGHN 1.200 ha đất tại Hòa Lạc để xây dựng cơ sở mới.

### Cơ sở Hòa Lạc
Cơ sở Hòa Lạc là khu đô thị đại học đầu tiên của miền Bắc thuộc Đại học Quốc gia Hà Nội, nằm tại địa bàn huyện Thạch Thất, thành phố Hà Nội, dự án đầu tư xây dựng ĐHQGHN trong các khu đô thị Miếu Môn - Xuân Mai - Hoà Lạc - Hà Tây đã được Chính phủ phê duyệt QHC tại Quyết định số 702/QĐ - TTg ngày 23 tháng 8 năm 2002 và thông qua Báo cáo nghiên cứu tiền khả thi tại văn bản số 181/CP - KG ngày 21 tháng 2 năm 2003. Địa điểm xây dựng được xác định trong định hướng quy hoạch chung các đô thị Miếu Môn - Xuân Mai - Hoà Lạc - Hà Tây đã được Chính phủ phê duyệt tại Quyết định số 372/TTg ngày 02/06/1997. Ngày 20 tháng 12 năm 2003, Lễ khởi công dự án ĐHQGHN tại Hoà Lạc đã được tiến hành với sự tham dự của Thủ tướng Chính phủ Phan Văn Khải. Số vốn dành cho dự án này tại thời điểm đó là  7.230,8 tỷ đồng từ nguồn vốn ngân sách do nhà nước cấp và các nguồn vốn hợp pháp khác. Sau khi hoàn thành, Đại học Quốc gia Hà Nội sẽ trở thành một khu đô thị đại học lớn nhất Việt Nam, với đầy đủ các công trình công cộng bên trong như trường học, bưu điện, bệnh viện, trạm xe buýt, công viên và các khu vui chơi giải trí khác.
Ngày 30 tháng 9 năm 2008, Chính phủ chuyển quyền chủ đầu tư dự án từ Đại học Quốc gia Hà Nội sang Bộ Xây dựng, với tổng vốn dự kiến khoảng 2,5 tỉ USD. Tuy nhiên, tiến độ chậm do vướng giải phóng mặt bằng và hạn chế nguồn vốn. Đến giữa năm 2014, mới bàn giao được 990/1.469 ha và đã giải ngân hơn 100 tỷ đồng nhưng hết vốn bỏ lại dở dang. Năm 2018, dự án được bàn giao lại cho Đại học Quốc gia Hà Nội tiếp tục triển khai. Và đến năm 2020 – 17 năm sau ngày khởi công dự án mới được đầu tư gần 2.000 tỷ đồng (gần 10% mức đầu tư phê duyệt), chủ yếu cho giải phóng mặt bằng và làm đường.
Từ tháng 12 năm 2014, một số hạng mục đầu tiên như khu nhà công vụ và ký túc xá số 4 được đưa vào khai thác sử dụng. Tháng 9 năm 2023, khoảng 6.000 sinh viên bắt đầu học tập tập trung tại đây. Ngày 19 tháng 5 năm 2022, trụ sở chính của Đại học Quốc gia Hà Nội chính thức chuyển từ 144 Xuân Thủy (Cầu Giấy) về Hòa Lạc.
Ngày 27 tháng 9 năm 2025, Đại học Quốc gia Hà Nội khởi công Tòa nhà Trung tâm điều hành – Khu trung tâm ĐHQGHN bằng vốn tín dụng Ngân hàng Thế giới. Ngoài ra, các dự án thành phần đáng chú ý gồm Trường Đại học Việt – Nhật (khánh thành cơ sở tạm tháng 2 năm 2025) và Trường Đại học Công nghệ (giai đoạn 1, khởi công tháng 12 năm 2024).

### Vị trí các cơ sở
Đại học Quốc gia Hà Nội có 7 cơ sở tại:
1. Trụ sở chính của ĐHQGHN tại Hòa Lạc:
Các đơn vị: Cơ quan ĐHQGHN (Văn phòng và các Ban chức năng); Trường Đại học Việt Nhật, Trung tâm Thư viện và Tri thức số, Trung tâm Giáo dục Quốc phòng và An ninh, Trung tâm Giáo dục Thể chất và Thể thao, Công viên Công nghệ cao và Đổi mới sáng tạo, Ban Quản lý Dự án, Ban Quản lý Dự án WB, Viện Đào tạo số và khảo thí, Trung tâm Quản lý đô thị đại học, Trung tâm Kiểm định chất lượng giáo dục, Trường Phổ thông Khoa học giáo dục (HES) và tổ hợp các giảng đường, ký túc xá...
- Địa chỉ: xã Hòa Lạc, thành phố Hà Nội.
2. Cơ sở ĐHQGHN tại 144 Xuân Thủy, quận Cầu Giấy: gồm Trường ĐH Kinh tế, Trường ĐH Ngoại ngữ, Trường ĐH Công nghệ, Trường ĐH Luật, Trường ĐH Giáo dục, Trường ĐH Y Dược, Trường Quản trị và Kinh doanh, Trường Quốc tế, Trường Khoa học Liên ngành và Nghệ thuật, Viện Trần Nhân Tông, Viện Vi sinh vật và Công nghệ sinh học, Viện Công nghệ thông tin, Trung tâm Giáo dục Thể chất và Thể thao,  Trung tâm Hỗ trợ sinh viên, Trung tâm Thư viện và Tri thức số, Trường THPT chuyên Ngoại ngữ, Trường THCS Ngoại ngữ.
- Địa chỉ: 144 Xuân Thủy, phường Cầu Giấy, thành phố Hà Nội.
3. ĐHQGHN cơ sở 19 Lê Thánh Tông: Khoa Hóa học, Trường ĐH Khoa học Tự nhiên; Bảo tàng Sinh học, Trường ĐH Khoa học Tự nhiên; Viện Tài nguyên và Môi trường.
- Địa chỉ: 19 Lê Thánh Tông, phường Hoàn Kiếm, thành phố Hà Nội.
4. ĐHQGHN cơ sở quận Thanh Xuân:
+ Trường ĐH Khoa học Tự nhiên:
- Địa chỉ: 334 Nguyễn Trãi, phường Thanh Xuân, Hà Nội, thành phố Hà Nội.
+ Trường ĐH Khoa học Xã hội và Nhân văn, Trường THPT chuyên Khoa học Xã hội và Nhân văn:
- Địa chỉ: 336 Nguyễn Trãi, phường Thanh Xuân, thành phố Hà Nội.
+ Viện Việt Nam học và Khoa học Phát triển:
- Địa chỉ: 336 Nguyễn Trãi, phường Thanh Xuân, thành phố Hà Nội.
+ ĐHQGHN cơ sở Lương Thế Vinh: Trường THPT chuyên Khoa học Tự nhiên, Bệnh viện ĐHQGHN
- Địa chỉ: 182 Lương Thế Vinh, phường Thanh Xuân, thành phố Hà Nội.
+ Bệnh viện Đại học Y Dược:
- Địa chỉ: phố Nguyễn Quý Đức, phường Thanh Xuân 
5. ĐHQGHN cơ sở quận Hai Bà Trưng:
Nhà Xuất bản ĐHQGHN:
- Địa chỉ: 16 phố Hàng Chuối, phường Hai Bà Trưng, thành phố Hà Nội.
6. ĐHQGHN cơ sở quận Hoàng Mai:
Bệnh viện Đại học Y dược cơ sở Linh Đàm
- ĐỊa chỉ: phường Hoàng Liệt, thành phố Hà Nội
7. ĐHQGHN cơ sở huyện Ba Vì:
Trung tâm Quản lý đô thị đại học, cơ sở tại Ba Vì:
- Địa chỉ: xã Suối Hai, thành phố Hà Nội.

### Ký túc xá
Ký túc xá Mỹ Đình
Ký túc xá Mỹ Đình (phường Mỹ Đình 2, quận Nam Từ Liêm, Hà Nội) được đầu tư từ ngân sách nhà nước với tổng mức gần 979 tỷ đồng, khởi công trong khuôn khổ dự án nhà ở sinh viên của thành phố Hà Nội và đưa vào sử dụng từ tháng 2 năm 2015. Công trình có tổng diện tích xây dựng 16.900 m², gồm 5 đơn nguyên thuộc 3 cụm công trình, mỗi đơn nguyên cao 21 tầng (không kể tầng hầm và tầng kỹ thuật), đáp ứng chỗ ở cho hơn 7.300 sinh viên. Đầu năm 2015, UBND Thành phố Hà Nội bàn giao cho ĐHQGHN quản lý vận hành 2 tòa nhà (Đơn nguyên 1 và 2) trong khu ký túc xá này nhằm giải quyết nhu cầu chỗ ở và hỗ trợ điều kiện học tập cho sinh viên.
Ký túc xá Mễ Trì
Ký túc xá Mễ Trì nằm trong khuôn viên 182 Lương Thế Vinh, Thanh xuân, Hà Nội với 2 toà nhà 5 tầng và 2 toà nhà 4 tầng khang trang bao gồm 294 phòng với sức chứa 1900 chỗ với nhiều loại phòng khác nhau. 82% số phòng ở sinh viên đã được lắp điều hòa nhiệt độ. Phòng ở đều dành cho học sinh, sinh viên, nghiên cứu sinh, học viên cao học của các đơn vị: Trường Đại học Khoa học Xã hội & Nhân văn, Trường Đại học khoa học Tự nhiên và Trường THPT chuyên Khoa học Tự nhiên. Ngoài ra KTX Mễ Trì còn có Nhà ở cho sinh viên và chuyên gia nước ngoài đến học tập và làm việc tại ĐHQGHN.
Ký túc xá Hòa Lạc thuộc dự án Đại học Quốc gia Hà Nội tại Hòa Lạc, được xây dựng nhằm đáp ứng nhu cầu lưu trú của sinh viên khi cơ sở này đi vào hoạt động toàn diện. Theo kế hoạch, đến năm 2025, ĐHQGHN sẽ đưa khoảng 25.000 sinh viên lên học tập tại Hòa Lạc, trong đó khu ký túc xá phải bảo đảm chỗ ở cho khoảng 20.000 sinh viên. Con số này tăng 60% so với chỉ tiêu đặt ra tại Nghị quyết Đại hội lần thứ VI Đảng bộ ĐHQGHN, phản ánh nhu cầu đầu tư cơ sở lưu trú rất lớn.
Ký túc xá Hòa Lạc
Tính đến tháng 9 năm 2022, ĐHQGHN đã hoàn thành việc sửa chữa, xây dựng mới một số hạng mục thuộc Khu ký túc xá số 4, bao gồm khu thể dục thể thao, siêu thị mini và các khối nhà ở, đáp ứng đồng bộ nhu cầu ăn, ở, học tập cho khoảng 2.000 sinh viên trong năm học 2022–2023. Giai đoạn 2022–2023, số sinh viên đến học tập và sinh sống tại Hòa Lạc tăng từ 3.000 lên 6.000 người mỗi năm. Dự án Khu ký túc xá số 4 có tổng diện tích 249.200 m², chia thành sáu khu vực chính. Trong đó, các khu 1, 2, 3 và 5 là khu nhà ở sinh viên, với tổng diện tích sàn 192.000 m²; các khu 4 và 6 được quy hoạch làm cây xanh. Tổng mức đầu tư của dự án khoảng 1.400 tỷ đồng.
Ký túc xá Ngoại ngữ
Ký túc xá Ngoại ngữ nằm trong khuôn viên Trường Đại học Ngoại ngữ, Đại học Quốc gia Hà Nội, gồm ba tòa nhà 5 tầng (Nhà A, Nhà B và Nhà C) với tổng cộng 268 phòng ở. Khu ký túc xá được xây dựng nhằm đáp ứng nhu cầu lưu trú của sinh viên theo học tại trường, đồng thời phục vụ một phần nhu cầu lưu trú của sinh viên các đơn vị thành viên khác thuộc ĐHQGHN trong khu vực Cầu Giấy.

## Giám đốc qua các thời kỳ
| TT | Giám đốc                | Giám đốc | Thời gian   | Chức vụ cao nhất                                                          |
| -- | ----------------------- | -------- | ----------- | ------------------------------------------------------------------------- |
| 1  | GS. TS. Nguyễn Văn Đạo  |          | 1993 – 2001 | Ủy viên Đoàn Chủ tịch Ủy ban Trung ương Mặt trận Tổ quốc Việt Nam         |
| 2  | GS. TS. Đào Trọng Thi   |          | 2001 – 2007 | Ủy viên Ủy ban Thường vụ Quốc hội nước Cộng hòa Xã hội chủ nghĩa Việt Nam |
| 3  | GS. TS. Mai Trọng Nhuận |          | 2007 – 2013 | Ủy viên Hội đồng Quốc gia Giáo dục và Phát triển nhân lực Việt Nam        |
| 4  | GS. TS. Phùng Xuân Nhạ  |          | 2013 – 2016 | Bộ trưởng Bộ Giáo dục và Đào tạo Việt Nam                                 |
| 5  | PGS. TS. Nguyễn Kim Sơn |          | 2016 – 2021 | Bộ trưởng Bộ Giáo dục và Đào tạo Việt Nam                                 |
| 6  | GS. TS. Lê Quân         |          | 2021 – nay  | Giám đốc Đại học Quốc gia Hà Nội                                          |

## Cựu sinh viên ưu tú

### 1. Lãnh đạo chính trị - quản lý nhà nước

Các lãnh đạo chính trị Việt Nam từng theo học tại Đại học Quốc gia Hà Nội
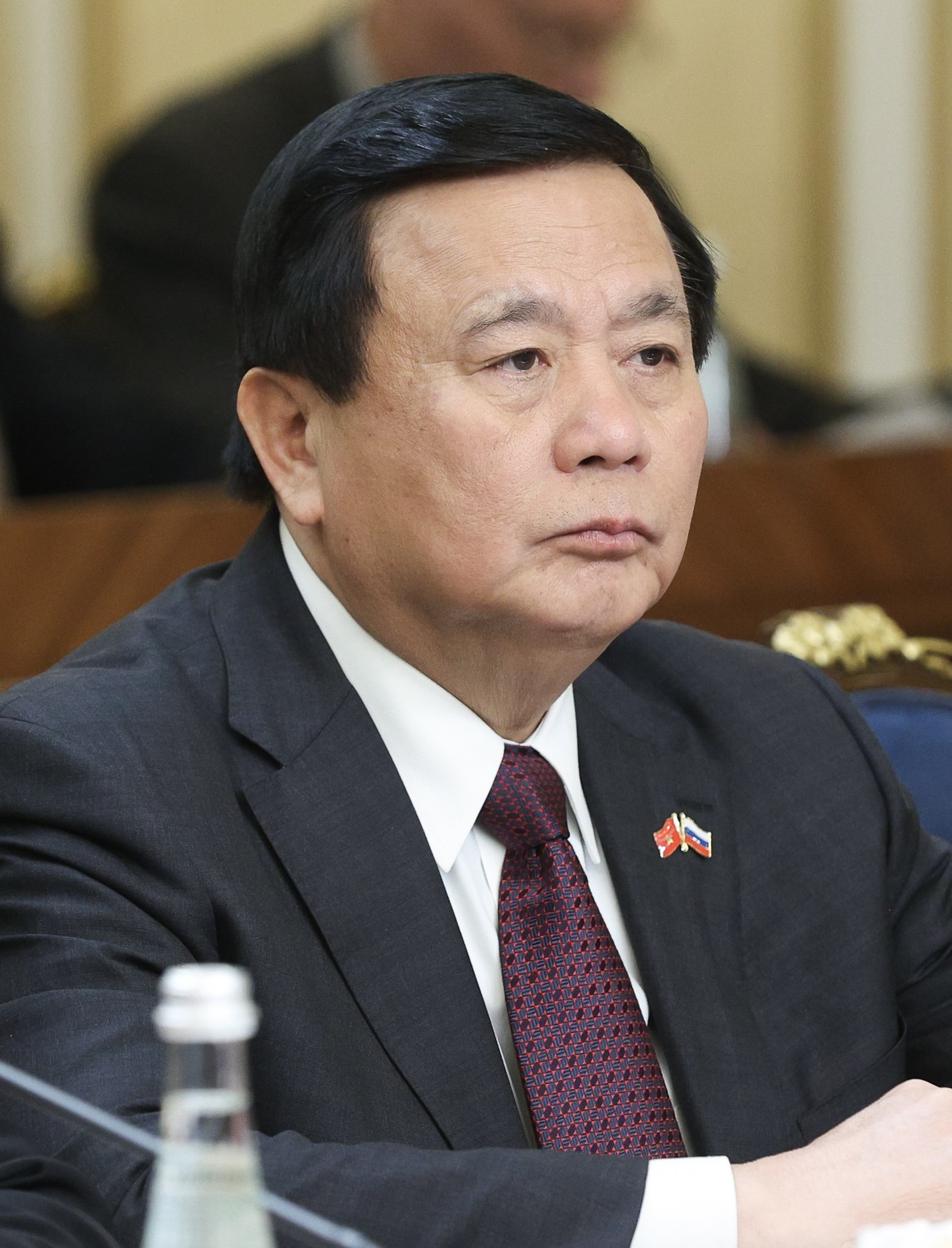
Nguyễn Xuân Thắng
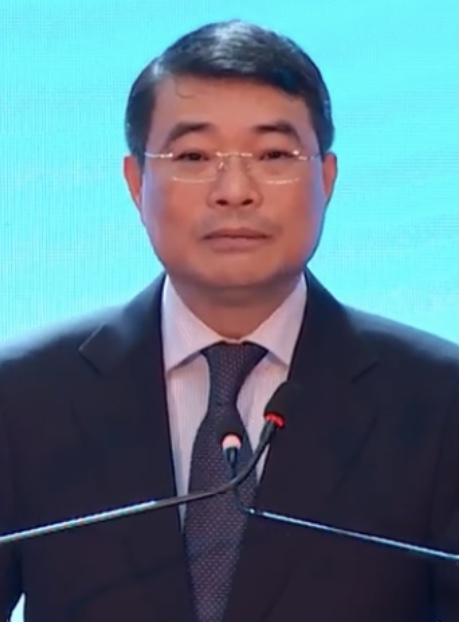
Lê Minh Hưng
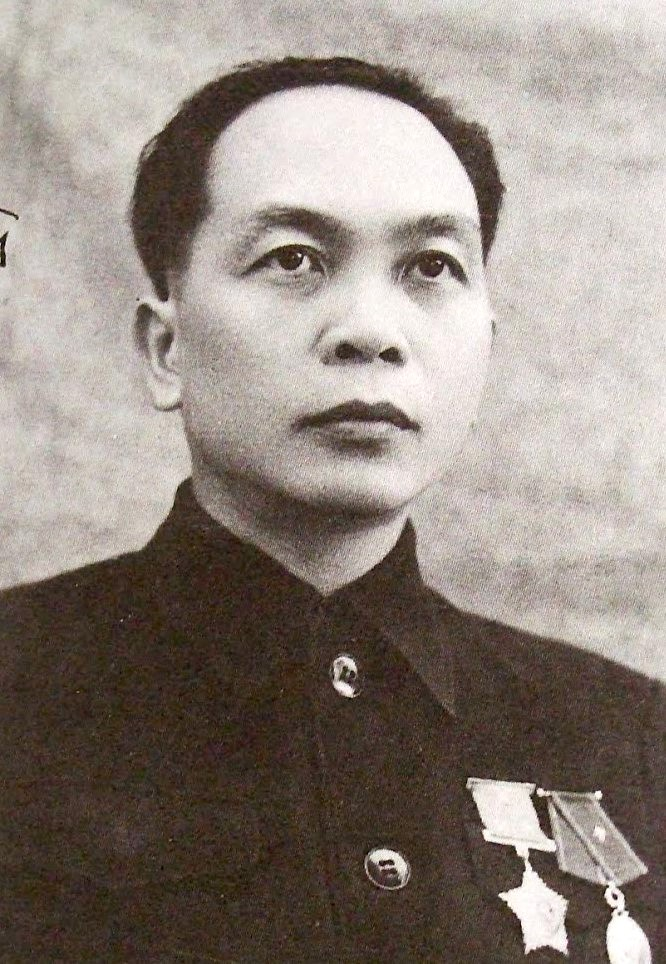
Võ Nguyên Giáp
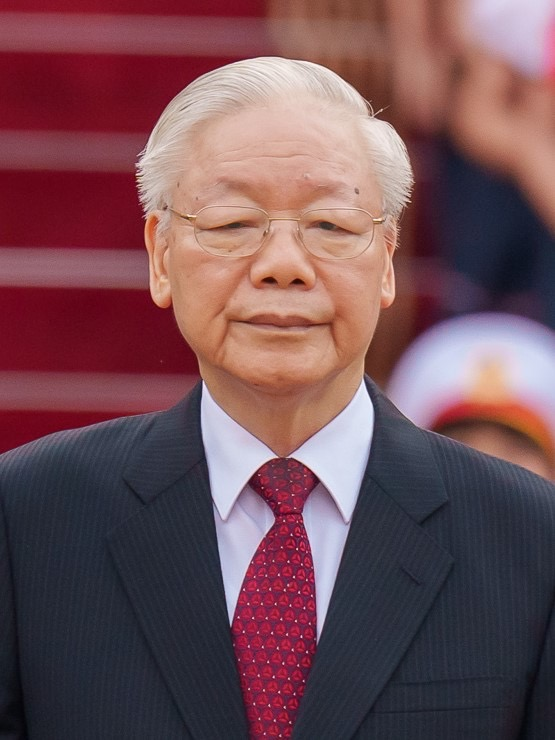
Nguyễn Phú Trọng
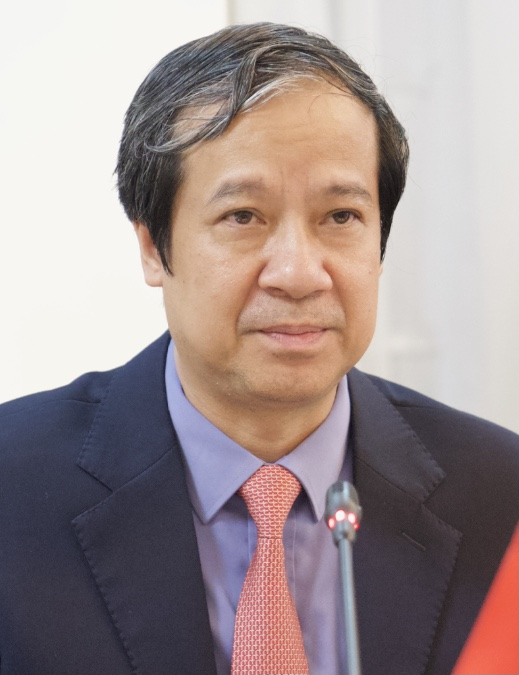
Nguyễn Kim Sơn
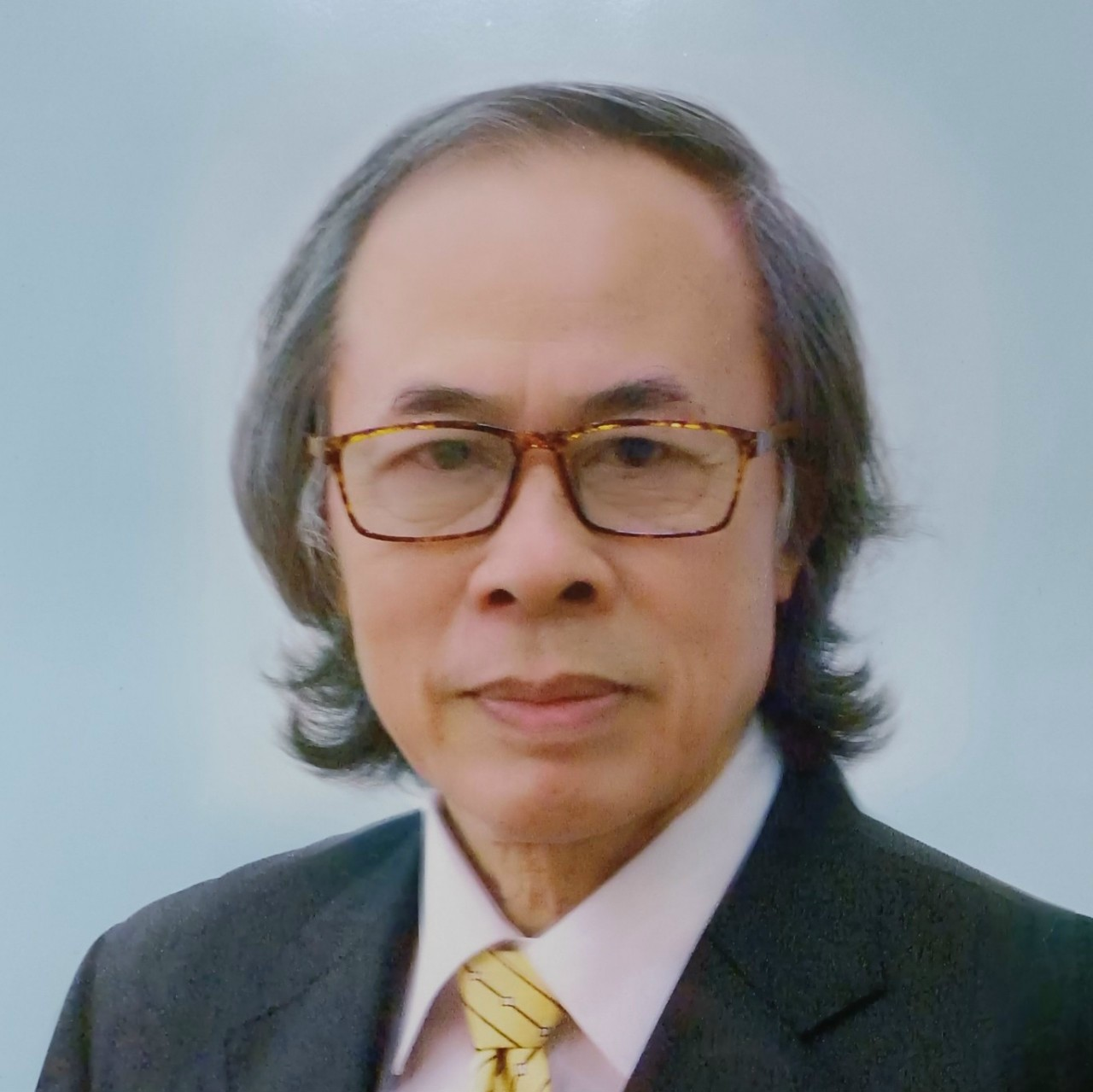
Nguyễn Văn Vọng

Nguyễn Phú Trọng (Tổng Bí thư Ban Chấp hành Trung ương Đảng Cộng sản Việt Nam)
Trương Thị Mai (Thường trực Ban Bí thư Trung ương Đảng Cộng sản Việt Nam)
Phạm Minh Hạc (Bộ trưởng Bộ Giáo dục Việt Nam)
Nguyễn Kim Sơn (Bộ trưởng Bộ Giáo dục và Đào tạo)
Phùng Xuân Nhạ (Bộ trưởng Bộ Giáo dục và Đào tạo)
Phạm Quang Nghị (Bí thư Thành ủy Hà Nội)
Tô Huy Rứa (Trưởng ban Tổ chức Trung ương Đảng Cộng sản Việt Nam)
Lê Minh Hưng (Trưởng ban Tổ chức Trung ương Đảng Cộng sản Việt Nam)
Nguyễn Xuân Thắng (Giám đốc Học viện Chính trị Quốc gia Hồ Chí Minh)
Nguyễn Văn Tài (Phó Giám đốc Học viện Chính trị)
Nguyễn Văn Vọng (Thứ trưởng Bộ Giáo dục và Đào tạo)
Nguyễn Cảnh Toàn (Thứ trưởng Bộ Giáo dục Việt Nam)
Bùi Thế Duy (Thứ trưởng Bộ Khoa học và Công nghệ Việt Nam)
Đặng Hùng Võ (Thứ trưởng Bộ Tài nguyên và Môi trường Việt Nam)
Lê Quốc Minh (Phó Trưởng Ban Tuyên giáo Trung ương)
Tạ Ngọc Tấn (Phó Chủ tịch thường trực Hội đồng Lý luận Trung ương Đảng Cộng sản Việt Nam)
Nguyễn Thế Kỷ (Ủy viên Ban Chấp hành Trung ương Đảng, Phó Chủ tịch Hội đồng Lý luận Trung ương)
Nguyễn Quang Thuấn (Chủ tịch Viện Hàn lâm Khoa học xã hội Việt Nam)
Nguyễn Văn Hiệu (Chủ tịch Viện Hàn lâm Khoa học và Công nghệ Việt Nam)
Bằng Việt (Phó Chủ tịch Hội đồng Nhân dân thành phố Hà Nội)
Nguyễn Duy Giảng (Phó Viện trưởng Viện kiểm sát nhân dân tối cao)
Mai Trọng Nhuận (Nguyên Giám đốc Đại học Quốc gia Hà Nội)
Nguyễn Xuân Yêm (Giám đốc Học viện Cảnh sát nhân dân)
Đặng Cảnh Khanh (Phó giám đốc Học viện Thanh thiếu niên Việt Nam)
Vũ Việt Trang (Tổng Giám đốc Thông tấn xã Việt Nam)
Ngọ Duy Hiểu (Phó Chủ tịch Ban Chấp hành Tổng Liên đoàn Lao động Việt Nam)
Trần Thị Hồng An (Phó Chủ tịch Trung ương Hội Chữ thập đỏ Việt Nam)
Nguyễn Thị Thủy (Phó Chủ nhiệm Ủy ban Tư pháp Quốc hội Việt Nam)
Ngô Phương Lan (Cục trưởng Cục Điện ảnh Việt Nam, Bộ Văn hóa, Thể thao và Du lịch)
Nguyễn Thị Mai Phương (Ủy viên Thường trực Ủy ban Pháp luật của Quốc hội)
Phạm Trọng Nghĩa (Ủy viên chuyên trách Ủy ban Xã hội của Quốc hội, Giám đốc Trung tâm Thông tin khoa học lập pháp của Viện Nghiên cứu lập pháp)
Lê Bộ Lĩnh (Phó Chủ nhiệm Văn phòng Quốc hội, Phó Tổng thư ký Quốc hội khóa XIV)
Nguyễn Sĩ Dũng (Phó Chủ nhiệm Văn phòng Quốc hội Việt Nam)
Nguyễn Thị Thúy Ngần (Phó Tổng thư ký Quốc hội, Phó Chủ nhiệm Văn phòng Quốc hội)
Thuận Hữu (Tổng Biên tập báo Nhân dân)
Hồng Vinh (Tổng biên tập báo Nhân dân)
Hoàng Trung Dũng (Tổng Biên tập Tạp chí Cộng sản)
Trần Mai Hạnh (Tổng giám đốc Đài tiếng nói Việt Nam)
Vũ Việt Trang (Bí thư Đảng ủy, Tổng Giám đốc Thông tấn xã Việt Nam)
Lê Quốc Trung (chính khách) (Tổng giám đốc Thông tấn xã Việt Nam)
Nguyễn Khắc Thận (Phó Bí thư Tỉnh ủy, Chủ tịch Ủy ban nhân dân tỉnh Hưng Yên.]]
Nguyễn Minh Hoàng (Phó Chính ủy Quân khu 7)
Nguyễn Thị Hồi (Vụ trưởng, Tổng Thư ký Ủy ban Quốc gia UNESCO)
Đào Tú Hoa (Phó Vụ trưởng Vụ Tổ chức - Cán bộ Tòa án nhân dân tối cao)
Hà Minh Đức (Viện trưởng Viện Văn học, Viện Hàn lâm Khoa học xã hội Việt Nam)
Phong Lê (Viện trưởng Viện Văn học, Viện Hàn lâm Khoa học xã hội Việt Nam)
Đào Vọng Đức (Viện trưởng Viện Vật lý, Viện Hàn lâm Khoa học và Công nghệ Việt Nam)
Nguyễn Huệ Chi (Chủ tịch Hội đồng Khoa học của Viện Văn học thuộc Viện Khoa học Xã hội Việt Nam)
Hà Huy Khoái (Viện trưởng Viện Toán học, Viện Khoa học và Công nghệ Việt Nam)
Vũ Công Lập (Viện trưởng Viện Vật lý y sinh thuộc Viện Khoa học và Công nghệ Quân sự)
Đinh Ngọc Quý (Chủ tịch Nhóm nghị sĩ hữu nghị Việt Nam – New Zealand)
Saadi Salama (Đại sứ Đặc mệnh Toàn quyền Nhà nước Palestine tại Việt Nam)

### 2. Giới trí thức - Văn nghệ sĩ - Doanh nhân

Các Trí thức và Văn nghệ sĩ và Doanh nhân Việt Nam từng theo học tại Đại học Quốc gia Hà Nội
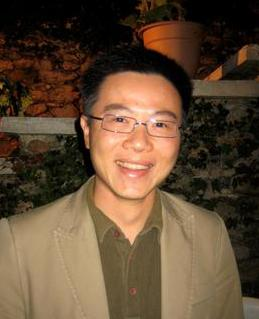
Ngô Bảo Châu
Hà Văn Tấn
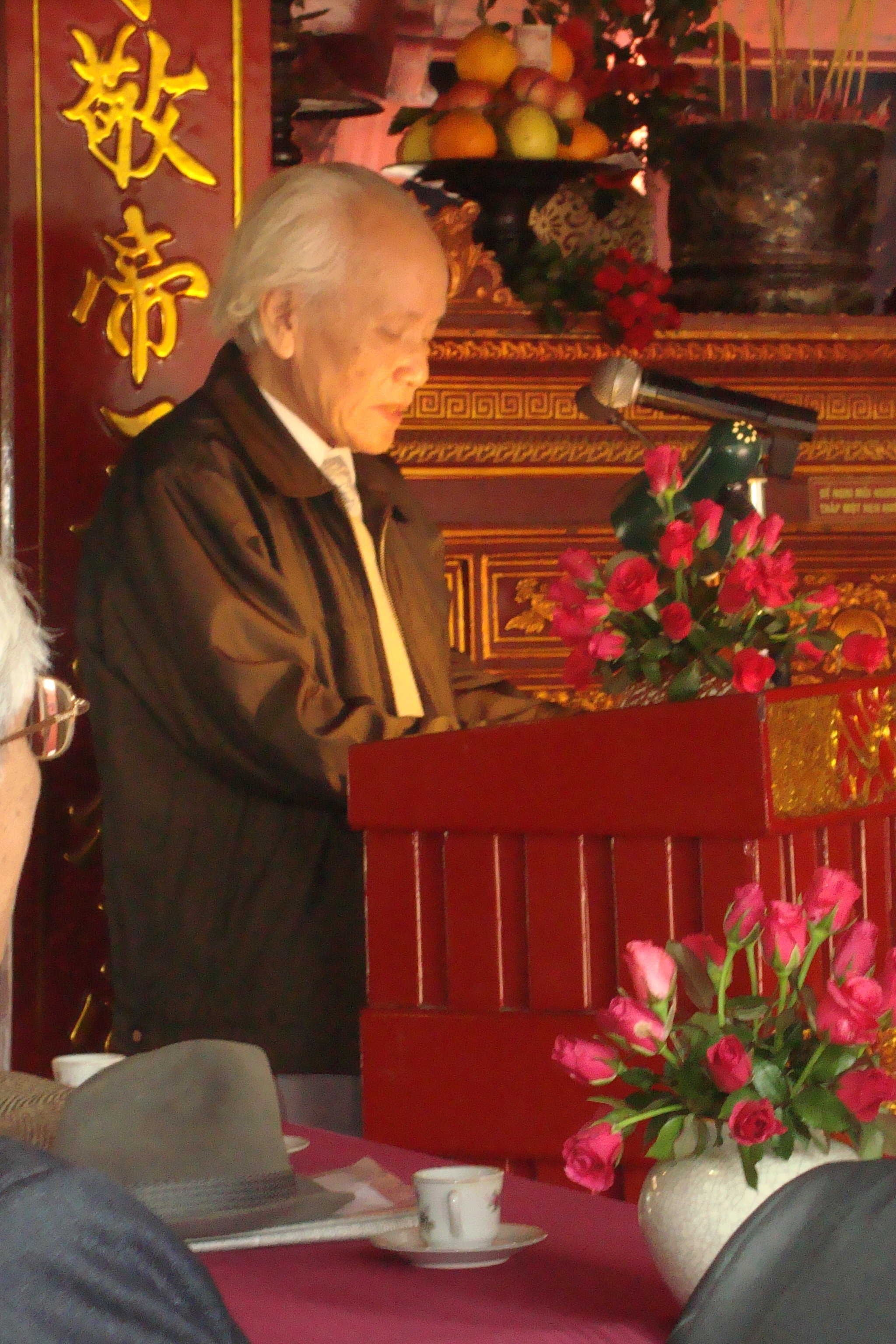
Đinh Xuân Lâm
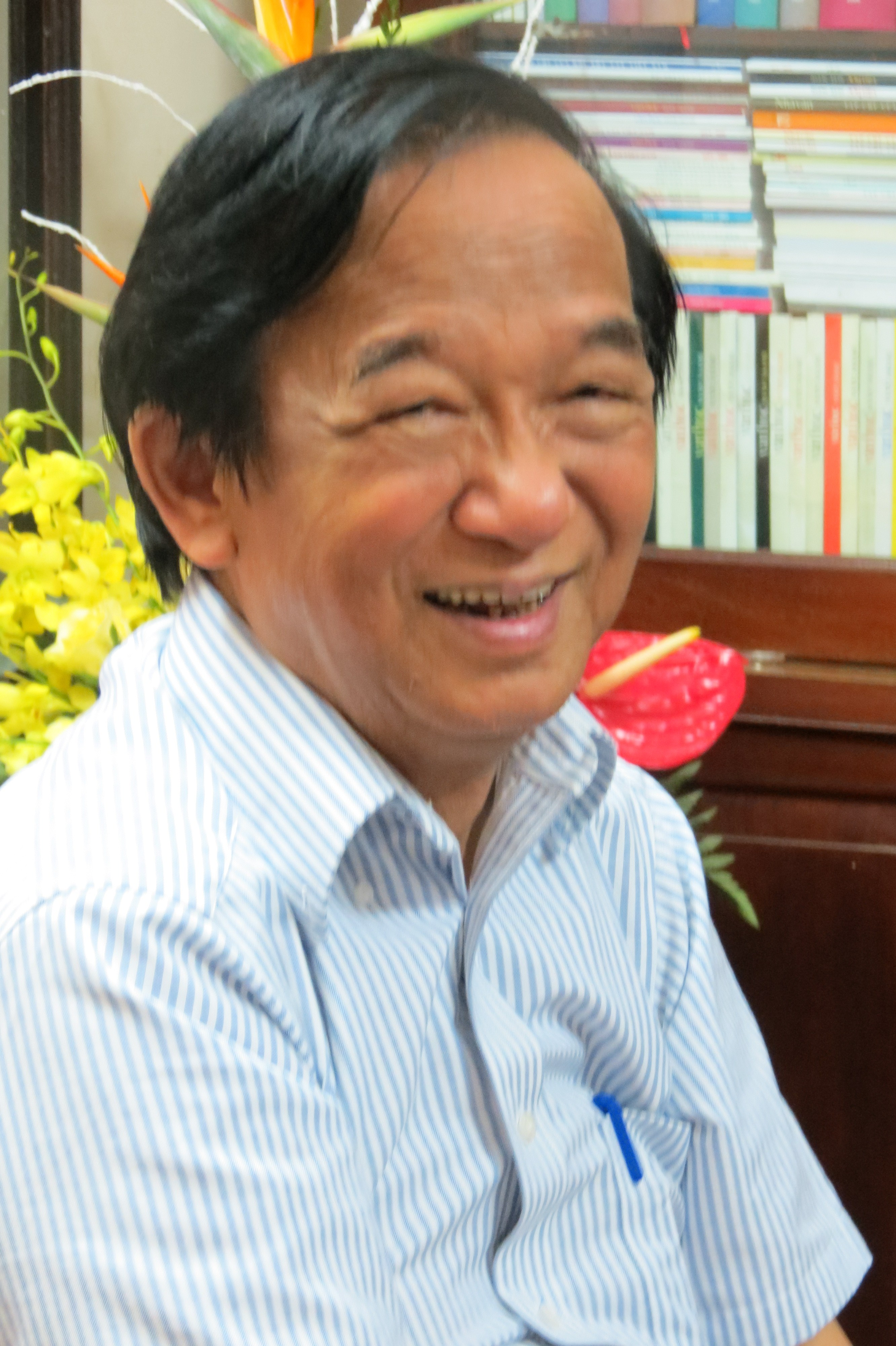
Nguyễn Lân Dũng
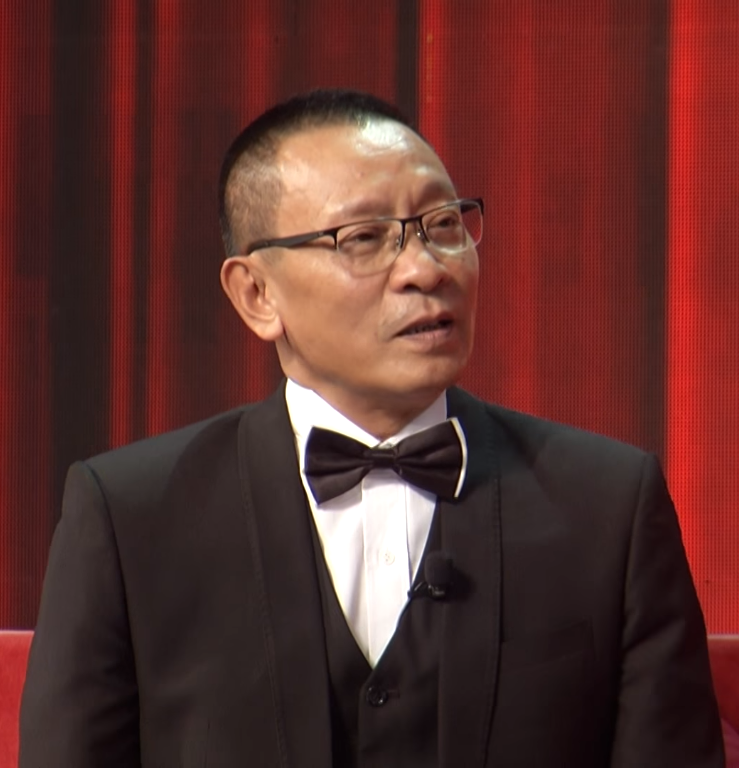
Lại Văn Sâm

Lê Hải Châu (Nhà giáo nhân dân Việt Nam, tác giả của nhiều tập sách giáo khoa thuộc bộ môn Toán học)
Đỗ Quang Hiển (Chủ tịch Hội đồng quản trị của: Ngân hàng Thương mại cổ phần Sài Gòn-Hà Nội SHB)
Ngô Bảo Châu - (Người Việt Nam đầu tiên và duy nhất đạt được Huy chương Fields)
Hà Văn Tấn (Một trong "tứ trụ" của nền sử học Việt Nam đương đại)
Đinh Xuân Lâm (Một trong "tứ trụ" của nền sử học Việt Nam đương đại)
Phan Huy Lê (Một trong "tứ trụ" của nền sử học Việt Nam đương đại)
Trần Quốc Vượng (Một trong "tứ trụ" của nền sử học Việt Nam đương đại)
Phan Tứ (Ủy viên Ban Thư ký (Ban thường vụ) Ban chấp hành Hội Nhà văn, Đại biểu Quốc hội khóa VIII)
Ngô Thảo (Tổng biên tập tạp chí Sân khấu, Giám đốc Nhà xuất bản Sân khấu)
Phan Đức Chính (Nhà giáo Nhân dân, PGS.TS toán học, là một trong những người thầy đầu tiên của lớp Chuyên Toán đầu tiên của Việt Nam)
Đào Văn Tiến (Nhà giáo nhân dân, nhà sinh học Việt Nam)
Lại Văn Sâm (Nhà báo, biên tập viên, nhà sản xuất truyền hình)
Nguyễn Châu (Phó chủ tịch Hội Vật lý Việt Nam)
Bế Kiến Quốc (Nhà thơ Việt Nam, Giải thưởng Nhà nước về Văn học Nghệ thuật năm 2012)
Nguyễn Trần Bạt (Nhà sáng lập InvestConsult Group - công ty tư vấn chuyên nghiệp đầu tiên ở Việt Nam về đầu tư và kinh doanh ngay sau khi Việt Nam ban hành chính sách "Đổi mới" vào năm 1987)
Trần Ngọc Vương (Giáo sư chuyên ngành Văn học Việt Nam)
Nguyễn Hữu Việt Hưng (Nhà toán học, giáo sư, nhà giáo Nhân dân)
Hà Đình Đức (Nhà sinh học, phó giáo sư Việt Nam)
Nguyễn Thị Thu Huệ (Nhà văn, Chủ tịch khoá XII Hội Nhà văn Hà Nội)
Thiên Sơn (Nhà văn, biên tập viên, nhà báo)
Ngô Văn Phú (Nhà thơ, nhà văn Việt Nam)
Nguyễn Ngọc Hiến (Giám đốc Hãng phim Nguyễn Đình Chiểu)
Nguyễn Lân Dũng (Giáo sư tiến sĩ sinh học, Ủy viên Ủy ban Đối ngoại Quốc hội)
Nguyễn Lân Cường (Nhà khảo cổ học, nhà nhân chủng học, nhạc sĩ)
Trần Nhượng (Nghệ sĩ nhân dân, Đại tá Công an nhân dân Việt Nam)
Ý Nhi (Nhà thơ, một trong những nhà thơ Việt Nam đương đại tiên phong sau Đổi mới)
Chu Cẩm Phong (Nhà văn hiện đại Việt Nam, Anh hùng lực lượng vũ trang nhân dân)
Vương Trọng (Nhà thơ Việt Nam, Đại tá Quân đội nhân dân Việt Nam)
Mai Quốc Liên (Giáo sư, nhà văn, nhà nghiên cứu văn học, nhà Hán học Việt Nam)
Phan Thanh Quế (Ủy viên Ban chấp hành Hội Nhà văn Việt Nam)
Tạ Hòa Phương (Giáo sư, tiến sĩ Địa chất học, Chủ tịch Hội Cổ sinh - Địa tầng Việt Nam)
Lê Văn Lan (Nhà sử học, một trong những người sáng lập Viện sử học Việt Nam, Viện Hàn lâm Khoa học xã hội Việt Nam)
Đàm Thanh Sơn - (Huy chương Dirac, thành viên của Viện hàn lâm khoa học và Nghệ thuật Mỹ)
Hoàng Tụy - (Giáo sư, nhà toán học, một trong hai người tiên phong trong việc xây dựng ngành Toán học của Việt Nam, giải thưởng Constantin Caratheodory)
Trần Quang Đức (Tác giả và dịch giả Việt)
Hà Lệ Diễm (Phóng viên, đạo diễn bộ phim Shortlist 15 Phim tài liệu xuất sắc tại giải Oscar lần thứ 95)
Đào Duy Anh (Nhà sử học, địa lý, từ điển học, ngôn ngữ học, nhà nghiên cứu văn hóa, tôn giáo, văn học dân gian người Việt Nam. Ông được xem là người mở đầu cho nhiều ngành khoa học xã hội Việt Nam)
Nguyễn Ngọc Ký (Cố nhà giáo kiêm nhà văn)
Bùi Bích Phương (Hoa hậu đầu tiên tại nước Việt Nam thống nhất)
Thanh Thảo (nhà thơ) (Nhà thơ kiêm nhà báo)
Quang Huy (Nhà báo, bình luận viên thể thao)
Vũ Hà Văn (Nhà Toán học Việt Nam, Giám đốc Khoa học Viện Nghiên cứu Dữ liệu lớn VinBigData thuộc tập đoàn Vingroup)
Phạm Xuân Nguyên (Nguyên Trưởng phòng văn học so sánh Viện Văn học, nguyên Chủ tịch Hội Nhà văn Hà Nội)
Phan Thị Hà Dương (Nhà toán học, top 50 phụ nữ ảnh hưởng nhất Việt Nam 2019 của tạp chí Forbes Việt Nam)
Thảo Vân (Người dẫn chương trình, Chủ tịch Công đoàn Đại học Quốc gia Hà Nội)
Nguyễn Thị Kim Thanh (Giáo sư, một trong 12 người được trao giải thưởng Phụ nữ xuất sắc trong lĩnh vực hoá học, kỹ thuật hoá học năm 2023)
Lê Tự Minh (Doanh nhân, Chủ tịch HĐQT Công ty CP Đầu tư IMG)
Trần Lập (nhạc sĩ) (Ca sĩ kiêm nhạc sĩ người Việt Nam)
Anh Ngọc (nhà báo) (Phóng viên, bình luận viên thể thao, nhà văn kiêm nhà báo)
Dương Trung Quốc (Nhà sử học, Tổng Biên tập tạp chí Xưa & Nay và chủ tịch Hiệp hội Câu lạc bộ UNESCO Hà Nội)

## Văn hóa đại chúng

### Trong văn hóa nghệ thuật
Nhờ có vị trí trung tâm trong giới học thuật Việt Nam, khu vực "Đại học Tổng hợp" tại số 19 Lê Thánh Tông (nay thuộc Đại học Quốc gia Hà Nội) thường được lựa chọn làm bối cảnh cho nhiều tác phẩm văn hóa, nghệ thuật, cũng như các sự kiện mang tính biểu tượng.
Trong khuôn khổ Lễ hội Thiết kế Sáng tạo Hà Nội 2024, cụm tòa nhà Đại học Tổng hợp là nơi diễn ra nhiều hoạt động như hội thảo, tọa đàm, triển lãm, trưng bày và các tour tham quan. Nổi bật trong đó là tổ hợp triển lãm nghệ thuật tương tác "Cảm thức Đông Dương", quy tụ 22 tác phẩm trưng bày và sắp đặt ánh sáng, được xem là một trong những triển lãm quy mô lớn tại sự kiện. Tòa nhà, vốn là trụ sở của Viện Đại học Đông Dương trong quá khứ, đã được chuyển đổi thành một không gian sáng tạo nghệ thuật trong khuôn khổ lễ hội này.
Ngoài đời thực, công trình này còn xuất hiện trong điện ảnh. Trong bộ phim Mùi cỏ cháy (tựa tiếng Anh: The Scent of Burning Grass), công chiếu năm 2012, bối cảnh chính xoay quanh bốn sinh viên Trường Đại học Tổng hợp Hà Nội: Hoàng, Thành, Thăng và Long. Họ tham gia nhập ngũ theo lệnh tổng động viên năm 1971, được huấn luyện gấp rút trước khi ra chiến trường tại Thành cổ Quảng Trị trong Chiến dịch Xuân – Hè 1972. Trong trận chiến, ba người đã hi sinh, chỉ còn Hoàng sống sót trở về. Nội dung phim được kể lại từ góc nhìn hồi tưởng của Hoàng khi ông trở lại chiến trường xưa. Tác phẩm đã góp phần tái hiện hình ảnh sinh viên Trường Đại học Tổng hợp Hà Nội trong bối cảnh lịch sử và chiến tranh.

### Truyền miệng và nhận thức xã hội
Trong thập niên 1960–1970, tại Việt Nam, trong giới học sinh phổ thông lưu truyền một số đánh giá, xếp hạng không chính thức về các trường đại học, chẳng hạn: “Nhất Y, nhì Dược, tạm được Bách khoa, Sư phạm bỏ qua…”. Theo cuốn 100 chân dung – Một thế kỷ Đại học Quốc gia Hà Nội, thời kỳ này cũng xuất hiện thắc mắc vì sao Trường Đại học Tổng hợp Hà Nội (Đại học Quốc gia Hà Nội ngày nay) không được nhắc tới trong danh sách truyền miệng nói trên. Một số ý kiến cho rằng tên gọi “Tổng hợp” khó gieo vần, trong khi quan điểm khác lý giải rằng "ĐH Tổng hợp là ngoại hạng, thi vào Tổng hợp khó, học cũng khó, phân công công tác cũng khó, vì vậy mà trường ĐH Tổng hợp nằm ngoài tầm ngắm thực dụng của học sinh lớp 10 khi đó mà thôi."
Cũng trong thời kỳ này còn phổ biến câu “Toán Bách khoa, Văn Tổng hợp”, hàm ý việc trúng tuyển vào Khoa Văn của Trường Đại học Tổng hợp Hà Nội là đặc biệt khó khăn. Yêu cầu tuyển sinh cao của hai khoa đã trở thành “thương hiệu” về chất lượng đào tạo, đồng thời là mục tiêu mơ ước của nhiều thế hệ học sinh. Không chỉ riêng hai khoa này, để đỗ vào Trường Đại học Tổng hợp danh tiếng nói chung vào giai đoạn đó, thí sinh cần đạt điểm thi ở mức rất cao. Theo Tổng tập Nhà văn Quân đội: Kỷ yếu và tác phẩm, tập 5, “Khoa Văn Tổng hợp .. bị đánh trượt ở hai khoa đó vẫn thấy vinh dự hơn đỗ ở ối trường khác”.

### Bích họa Trường Đại học Đông Dương
Bích họa Trường Đại học Đông Dương, hay còn được biết đến với tên gọi không chính thức bức tranh Thăng đường nhập thất, là tác phẩm của họa sĩ Victor Tardieu , người phụ trách trang trí nội thất của tòa nhà Đại học Đông Dương. Tác phẩm rộng 77 m², được vẽ trên toan bằng sơn dầu từ năm 1921 và đến năm 1928 được dán lên mảng tường hình cung trong giảng đường khi công trình hoàn thành.
Bức tranh thể hiện rõ sự giao thoa văn hóa Đông – Tây: bố cục và kỹ thuật vẽ mang phong cách Phục hưng, trong khi nội dung phản ánh đậm nét văn hóa Việt Nam thời bấy giờ. Ở trung tâm là cổng tam quan dưới tán cây đa với dòng chữ “Thăng đường nhập thất”, hai bên là câu đối “Nhân tài là nguyên khí quốc gia / Đại học là gốc của giáo hóa”. Tác phẩm mô tả hơn 200 nhân vật, nhiều người có thật trong xã hội đương thời, đại diện cho đủ tầng lớp, từ quan chức thuộc địa, giới trí thức, đến nông dân và lao động.
Bức tranh gốc biến mất sau năm 1954. Năm 2006, nhân dịp kỷ niệm 100 năm thành lập Đại học Đông Dương, Đại học Quốc gia Hà Nội phục dựng tác phẩm dựa trên một bức ảnh đen trắng lưu tại thư viện Paris. Năm 2024, tại triển lãm Cảm thức Đông Dương trong khuôn khổ Lễ hội Thiết kế Sáng tạo Hà Nội, một phiên bản phục chế mới do nghệ sĩ thị giác Triệu Minh Hải, kỹ sư Viên Hồng Quang, họa sĩ – nhà nghiên cứu TS. Trần Hậu Yên Thế và TS. Phạm Long thực hiện với sự hỗ trợ của trí tuệ nhân tạo đã được công bố. Phiên bản này được số hóa, trình chiếu chồng lên bản phục chế của họa sĩ Hoàng Hưng, khác biệt về màu sắc và bổ sung hiệu ứng động như mây trôi, tiếng mưa, sấm sét.

### Ga Đại học Quốc gia
Ga Đại học Quốc gia là một trong tám nhà ga của tuyến metro số 3 (Nhổn – Ga Hà Nội), được đặt tên theo vị trí địa lý mà tuyến đi qua, nằm trên đường Xuân Thủy, quận Cầu Giấy, Hà Nội. Ga này phục vụ gần khuôn viên của Đại học Quốc gia Hà Nội và được thiết kế đặc biệt để tôn vinh văn hóa Thủ đô Hà Nội.